# Archeák
Az archeák (a görög αρχαία, archaea, azaz „ősi eredetűek” kifejezésből), korábbi, mára tudományosan elavult nevükön ősbaktériumok (Archaebacteria), az élő szervezeteknek egy rendkívül változatos és ökológiailag sokrétű csoportját alkotják. Bár filogenetikai helyzetük és az élet fáján elfoglalt pontos pozíciójuk egyes részletei még mindig kutatások tárgyát képezik, a baktériumok – archeák – eukarióták megkülönböztetés képezi az alapját az általánosan elfogadott, úgynevezett háromdoménes biológiai rendszerezésnek. A baktériumokhoz morfológiailag sok tekintetben hasonló, túlnyomórészt egysejtű, sejtmag nélküli, azaz prokarióta szervezetek. A korábbi, Whittaker–Margulis-féle osztályozásban szereplő öt ország egyikét, a Monera országot bontották ketté a baktériumokra és az archeákra az új, filogenetikus (elsősorban molekuláris evolúciós adatokon alapuló) osztályozás bevezetésekor. Az archeákat kezdetben szinte kizárólag extremofilekként azonosították, mivel első képviselőiket szélsőséges életkörülmények – például magas hőmérsékletű hőforrások vagy rendkívül sós tavak – között fedezték fel; azonban a későbbi kutatások, különösen a molekuláris ökológiai módszerek elterjedése révén, kimutatták, hogy rendkívül elterjedtek és ökológiailag jelentősek szinte mindenféle élőhelyen, beleértve a mérsékelt óceáni vizeket, talajokat, édesvizeket és más szervezetekkel, például az emberrel kialakított szoros kapcsolatokat, így a bélflóra meghatározó tagjaiként is.
Az archeákat korábban a baktériumok egy különleges alcsoportjának tekintették és Archaebacteria néven említették, de ez a besorolás és elnevezés mára teljesen elavulttá vált, miután kiderült, hogy evolúciós szempontból legalább annyira különböznek a baktériumoktól, mint az eukariótáktól. Az archea sejtek számos egyedi biokémiai és genetikai tulajdonsággal rendelkeznek, amelyek markánsan elkülönítik őket az élőlények másik két doménjétől, a baktériumoktól (Bacteria) és az eukariótáktól (Eukarya). Az Archaea domén több nagy evolúciós ágra, törzsre, illetve újabban szuperfőtörzsre (mint a TACK és az Asgard) osztható. Osztályozásuk folyamatosan fejlődik, és továbbra is kihívást jelent, mivel képviselőik túlnyomó többségét mindmáig nem sikerült laboratóriumi körülmények között tenyészteni (kultiválni), így létüket és rokonsági viszonyaikat főként környezeti mintákból származó nukleinsavak (DNS, RNS) elemzésével, metagenomikai módszerekkel tárták fel.
Az archeák és baktériumok sejtjei általában hasonló mérettartományba esnek (tipikusan 0,1-15 µm átmérőjűek) és hasonló alapvető alakzatokat mutatnak (gömb, pálca, spirális), azonban az archeák között figyelemre méltó morfológiai változatosság figyelhető meg, beleértve egészen szokatlan formákat is, mint például a lapos és négyzet alakú sejtekkel rendelkező Haloquadratum walsbyi faj esetében. Ezen alaki hasonlóságok ellenére az archeák számos génje és alapvető molekuláris biológiai folyamata (különösen az információfeldolgozó rendszerek működése) közelebb áll az eukariótákéhoz, mint a baktériumokéhoz; ide tartoznak nevezetesen a transzkripcióban (gének átírása RNS-sé) és a transzlációban (fehérjeszintézis) részt vevő enzimek és szabályozó fehérjék működési mechanizmusai. Biokémiájuk más vonatkozásai viszont teljesen egyedülállóak az élővilágban, például az, hogy sejtmembránjaik felépítésében a szokásos észterkötésű lipidek helyett éter-kötésű lipidek (pl. az archaeolok) vesznek részt, amelyek nagyobb stabilitást biztosítanak extrém körülmények között. Energiaforrásaik tekintetében is rendkívül változatosak, sokkal több lehetőséget használnak ki, mint az eukarióták: képesek lebontani komplex szerves vegyületeket (például cukrokat), de energiát nyerhetnek egyszerűbb szerves molekulákból (pl. metanol, ecetsav), ammóniából, fémionokból vagy akár hidrogéngáz oxidációjából is. Bizonyos sótűrő archeák (a Halobacteria osztály tagjai) a napfényt is képesek energiaforrásként hasznosítani egy bakteriorodopszin nevű fehérje segítségével (de ez nem valódi fotoszintézis). Más archeafajok képesek megkötni a légköri szén-dioxidot (autotrófia), azonban – eltérően a növényektől és a cianobaktériumoktól – jelenleg nem ismert olyan archeafaj, amely a fotoszintézist és a szén-dioxid megkötését egyszerre végezné oxigéntermelés mellett. Szaporodásuk kizárólag ivartalanul történik, leggyakrabban bináris hasadással (kettéosztódás), de előfordulhat fragmentáció (feldarabolódás) vagy bimbózás is; spóraképző fajuk (eltérően sok baktériumtól és néhány eukariótától) nem ismert.
Az archeákat kezdetben extremofileknek, azaz szélsőséges környezeti feltételeket kedvelő élőlényeknek tekintették, amelyek zord környezetben, például forró termálvizekben (akár 100 °C felett) és rendkívül sós tavakban élnek. Azonban az elmúlt évtizedek kutatásai során számos más, mérsékelt éghajlati viszonyok között is megtalálták őket, így például nagy tömegben fordulnak elő a talajban, az óceánok vizében (a felszíntől a mélytengeri árkokig), tavakban, folyókban, mocsaras területeken, valamint az emberi szervezet különböző részein, például a vastagbélben, a szájüregben és a bőr felszínén is. Az óceánokban különösen nagy számban és diverzitásban vannak jelen, becslések szerint a planktonban élő archeák a bolygó egyik legnagyobb biomasszát képviselő élőlénycsoportját alkothatják. A földi élet szerves és fontos részei, kulcsszerepet játszhatnak globális biogeokémiai ciklusokban, különösen a szén- és a nitrogén-körforgásban. Nincsenek egyértelműen igazolt példák kórokozó (patogén) vagy parazita archeákra, amelyek közvetlenül betegséget okoznának emberekben vagy állatokban, viszont gyakori körükben a mutualizmus (kölcsönösen előnyös együttélés) és a kommenzalizmus (egyik fél számára előnyös, másik számára semleges együttélés). Kiváló példák ezekre a metanogén archeák, amelyek emberek és kérődzők emésztőrendszerében élnek hatalmas számban, ahol nélkülözhetetlen segítséget nyújtanak a táplálék lebontásában és az emésztés folyamatában. A metanogéneket ipari méretekben is hasznosítják a biogáz termelésében és a szennyvíztisztítás során, valamint általánosságban a biotechnológia területén, ahol az archeáktól (különösen az extremofilektől) származó, magas hőmérsékletet, extrém pH-értékeket vagy szerves oldószereket elviselni képes enzimeket alkalmaznak számos ipari folyamatban.

## Története

Az élőlények három doménjének (baktériumok, archeák és eukarióták) feltételezett leszármazását bemutató, riboszomális RNS adatokon alapuló filogenetikus fa

Carl Woese és George E. Fox az 1970-es években forradalmi felfedezést tett a 16S riboszomális RNS (rRNS) molekulák szekvenciájának összehasonlító vizsgálatával. 1977-ben publikált eredményeik alapján arra a következtetésre jutottak, hogy az addig egységesnek hitt prokarióták valójában két, egymástól alapvetően különböző nagy csoportra oszthatók. Az egyik csoportot, amely a metanogén és más, akkoriban különlegesnek számító mikrobákat foglalta magába, Archaebacteria (ősbaktériumok) néven különítették el, míg a többi baktériumot Eubacteria (valódi baktériumok) névvel illették. Ezeket a csoportokat kezdetben ország (regnum) szintű taxonként kezelték. A két csoportot korábban mint Archaebacteria és Eubacteria ország volt ismeretes, Woese és Fox ősországnak nevezték át őket, hangsúlyozva ősi eredetüket. Woese később tovább finomította elméletét, és amellett érvelt, hogy az archeák nem csupán a baktériumok egy korai ága, hanem az élőlények egy teljesen különálló, harmadik fejlődési vonalát képviselik az eubaktériumok és az eukarióták mellett. Ezért 1990-ben javasolta a legmagasabb rendszertani kategória, a domén bevezetését, és átnevezte a két prokarióta csoportot Archaeának és Bacteriának, amelyek az eukariótákkal (Eukarya) együtt alkotják az élővilág háromdoménes rendszerét, amely mára általánosan elfogadottá vált.
A geológiában használt archaikum földtörténeti idő (eon) elnevezése (kb. 4-2,5 milliárd évvel ezelőtt) közvetetten utal arra a korra, amelyben a baktériumok és az archeák voltak valószínűleg az egyedüli, vagy legalábbis a domináns sejtes szervezetek a Földön. Valószínűsíthetőleg ezekre a korai mikroorganizmusokra utaló, mintegy 3,5-3,8 milliárd éves fosszilis sztromatolit maradványokat és kémiai nyomokat (biomarkereket) is találtak már ősi kőzetekben.

### Eocita-elmélet
Bár a háromdoménes rendszer széles körben elfogadott, az eukarióták eredetére vonatkozóan létezik egy alternatív, kétdoménes rendszert feltételező elmélet, az úgynevezett eocita-elmélet, amely már az 1980-as években megjelent. Kezdetben a molekuláris bizonyítékok többsége a háromdoménes rendszernek kedvezett, amely az archeákat és az eukariótákat testvércsoportként, különálló fő ágakként kezelte. Azonban a genomikai adatok felhalmozódásával és az archeák, különösen az újonnan felfedezett Asgard szuperfőtörzs tagjainak részletesebb vizsgálatával, valamint a szimbiogenezis jobb megértésével egyre több bizonyíték támasztja alá az eocita-elmélet valamelyik változatát. Eszerint az eukarióták nem testvércsoportjai az archeáknak, hanem valójában az Archaea doménen belülről, egy specifikus archea csoportból (valószínűleg az Asgard szuperfőtörzsből vagy annak közeli rokonából) erednek egy bakteriális endoszimbionta (a mitokondrium őse) bekebelezését követően. Ebben a kétdoménes rendszerben (amely csak a Bacteria és Archaea doméneket ismeri el) az eukarióták kládja az archeákon belül egy levezetett csoportot képez.

## Fajfogalom
Az archeák fajokba történő osztályozása és a faj fogalmának alkalmazása ebben a doménben jelentős kihívásokkal és vitákkal terhelt. A biológiában a fajt hagyományosan egymással szaporodni képes, de más csoportoktól szaporodás szempontjából izolált egyedek csoportjaként definiálják (biológiai fajfogalom). Azonban ez a, főként állatokra kidolgozott, szexuális szaporodáson alapuló kritérium nem alkalmazható az archeákra, mivel azok kizárólag ivartalanul szaporodnak.

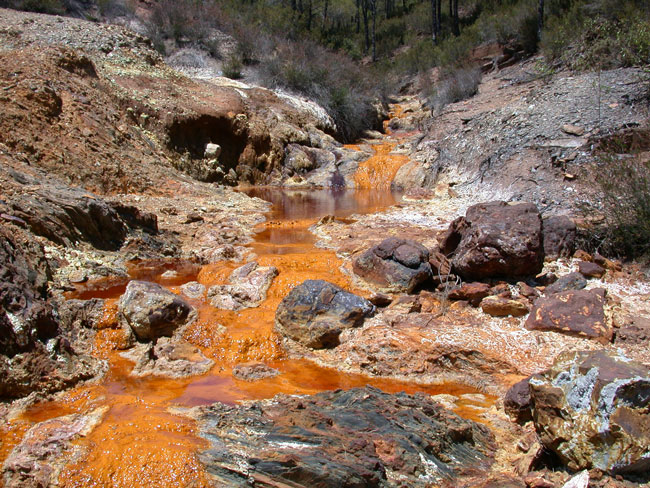
A Richmond-bányai archeális acidofil nanoorganizmusokat (ARMAN) extrém savas (alacsony pH-jú) bányavízben fedezték fel, ahol komplex mikrobiális közösségek tagjai.

További nehézséget okoz, hogy az archeák (és a baktériumok) körében rendkívül gyakori a horizontális géntranszfer (HGT), amely során genetikai anyag cserélődhet ki akár távolabbi rokonságban álló vonalak között is, elmosva ezzel a leszármazáson alapuló határokat. Néhány kutató javasolta, hogy az egyedeket olyan fajszerű populációkba lehetne csoportosítani, amelyek genomjai nagyon hasonlóak (pl. átlagos nukleotid azonosság >95-97%), és amelyek között a géntranszfer viszonylag ritka a távolabbi rokon csoportokkal összehasonlítva. Erre találtak példákat a Ferroplasma nemzetségben. Másrészt, a Halorubrum nemzetségen végzett tanulmányok jelentős mértékű genetikai transzfert mutattak ki még a kevésbé közeli rokon populációk között is, ami korlátozza ennek a kritériumnak az általános alkalmazhatóságát. Egy további, gyakorlati szempontú probléma az, hogy az így definiált és elnevezett "fajoknak" milyen mértékben van valódi biológiai vagy ökológiai jelentősége és megkülönböztető értéke a mikrobiális közösségek komplex hálózatában.
A jelenlegi ismereteink az archeák genetikai változatosságáról még mindig rendkívül töredékesek, nagyrészt a tenyésztési nehézségek miatt, ezért az archeafajok teljes számát még megbecsülni is nehéz. A genomikai és metagenomikai adatok alapján jelenleg több tucatnyi fő filogenetikai ágat (törzset vagy annál magasabb szintű csoportot, mint a DPANN, TACK, Asgard szuperfőtörzsek) különböztetünk meg, de ezek közül csak viszonylag kevésnek (pl. Euryarchaeota, Crenarchaeota egyes csoportjai) vannak laboratóriumban tenyésztett és részletesen tanulmányozott képviselői. Számos ilyen feltételezett csoport létezését kizárólag környezeti mintákból származó RNS- vagy DNS-szekvenciák alapján ismerjük (ezek az ún. "kandidátus törzsek"), ami jelzi, hogy a köztük lévő pontos rokonsági viszonyok és a bennük rejlő tényleges fajszintű változatosság még nagyrészt feltáratlan. Hasonló a helyzet a baktériumok esetében is, ahol szintén számos olyan nagy evolúciós ág létezik, amelynek még nincsenek tenyésztett képviselői.

## Eredet és evolúció
Az archeák alapvető sejtfelépítésüket és számos anyagcsere-folyamatukat tekintve jelentős hasonlóságokat mutatnak a baktériumokkal; mindkettő prokarióta szervezet. Azonban genetikai információjuk tárolásának, másolásának (DNS-replikáció), átírásának (transzkripció) és a genetikai kód fehérjékre való fordításának (transzláció) mechanizmusai sok szempontból eltérnek a baktériumokétól és meglepően hasonlítanak az eukariótákban megfigyelhető folyamatokhoz. Például az archeák transzlációja (fehérjeszintézise) az eukariótákéhoz hasonló iniciációs és elongációs faktorokat alkalmaz, és a transzkripció (génátírás) során olyan általános transzkripciós faktorok vesznek részt, mint a TATA-kötő fehérje (TBP) és a TFIIB faktor, amelyek szintén kulcsszereplők az eukarióta génexpresszióban. Emellett számos archeális tRNS és rRNS gén tartalmaz intronokat (nem kódoló génszakaszokat), amelyek szerkezete és kivágódási mechanizmusa (splicing) sajátos, csak az archeákra jellemző, és eltér mind az eukarióta, mind a ritkán előforduló bakteriális intronoktól.
Számos egyéb jellegzetesség is alátámasztja az archeák elkülönült evolúciós státuszát és egyedi biokémiáját. Mint a baktériumok és az eukarióták, az archeák membránjai is glicerinalapú foszfolipidekből épülnek fel. Azonban az archeák lipidjei legalább három szokatlan és megkülönböztető jellegzetességet mutatnak:
- Az archeális glicerinmolekula sztereokémiai konfigurációja (L-glicerin) ellentétes a baktériumokban és eukariótákban található D-glicerinével. Ez erősen arra utal, hogy az archeák teljesen eltérő bioszintetikus utat fejlesztettek ki lipidjeik előállítására, ami mély evolúciós elkülönülést jelez.
- Míg a legtöbb baktérium és eukarióta membránja nagyrészt glicerin-észter kötéssel kapcsolódó zsírsavakból álló lipidekből épül fel, addig az archeák membránjaiban szinte kizárólag glicerin-éter kötéssel kapcsolódó lipidek találhatóak. Az éterkötések kémiailag sokkal stabilabbak, ellenállóbbak a hővel és a kémiai hidrolízissel szemben, mint az észterkötések. Ezek a különbségek valószínűleg fontos adaptációk a gyakran extrém (pl. magas hőmérsékletű, savas vagy lúgos) élőhelyekhez. Azonban fontos megjegyezni, hogy a mérsékelt (mezofil) körülmények között élő archeák is rendelkeznek éterkötésű lipidekkel, ami arra utal, hogy ez egy ősi, az egész doménre jellemző tulajdonság.
- Az archeák lipidjeinek hidrofób "farkát" nem egyenes láncú zsírsavak, hanem elágazó láncú izoprén (pontosabban izoprenoid) oldalláncok alkotják. Ezek az 5 szénatomos egységekből (izoprén egységek) felépülő láncok (jellemzően 20 szénatomos fitanil- vagy 40 szénatomos bifitanil-láncok) szintén hozzájárulhatnak a membrán stabilitásához és fluiditásának szabályozásához különböző hőmérsékleteken. Bizonyos archeák (különösen a hipertermofilek és acidofilek) képesek ezeket a C40-es láncokat úgy összekapcsolni, hogy egyetlen molekula hidalja át a teljes membránt, létrehozva egy rendkívül stabil lipid monoréteget a szokásos kettős réteg helyett. Ez a struktúra két hidrofil (glicerin-foszfát) véggel rendelkezik, és különösen ellenállóvá teszi a membránt a szélsőséges hőmérsékleti vagy pH-viszonyokkal szemben.

Habár nem minden archeára jellemző, és más prokariótákban is előfordulhat, az archeák sejtfala is gyakran szokatlan szerkezetű. A legtöbb archeafaj sejtfalának külső rétegét egy paracelluláris kristályszerkezetű fehérjeréteg, az úgynevezett S-réteg (surface layer) alkotja. Az S-réteg baktériumoknál is gyakori, ahol vagy önmagában képezi a sejtfalat (például a Planctomyces fajok esetében), vagy – mint a legtöbb baktériumnál – a peptidoglikán rétegen kívül helyezkedik el. Az archeák esetében azonban – egyetlen ismert kivétellel, a metanogén csoportba tartozó Methanopyrus és Methanobacterium nemzetségekkel – a sejtfalból teljesen hiányzik a baktériumokra jellemző peptidoglikán (murein). Az említett metanogén csoportokban található peptidoglikán-szerű anyag, a pszeudopeptidoglikán (vagy pszeudomurein) pedig kémiai összetételében (pl. N-acetiltalózaminuronsavat tartalmaz N-acetilmuraminsav helyett, és csak L-aminosavakat) és a kötések típusában is jelentősen eltér a bakteriális peptidoglikántól. Továbbá, az archeák ostorai (flagellumok), amelyek a mozgást szolgálják, szerkezetükben, összetételükben és összeszerelődésük mechanizmusában is markánsan különböznek a bakteriális ostoroktól, inkább a bakteriális IV-es típusú pilusokkal mutatnak evolúciós rokonságot.
A Föld kora jelenlegi tudásunk szerint körülbelül 4,54 milliárd év. A rendelkezésre álló tudományos bizonyítékok egyre inkább arra utalnak, hogy az élet a Földön viszonylag korán, legalább 3,5-3,8 milliárd évvel ezelőtt, de potenciálisan még korábban megjelent. A korai földi életre utaló legősibb nyomok közé tartoznak a Nyugat-Grönlandon felfedezett, körülbelül 3,7-3,8 milliárd éves üledékes kőzetek (pl. az Isua-i zöldkőöv kőzetei), amelyekben az életre utaló szénizotóp-arányokat mutató grafitzárványokat találtak. További fontos bizonyítékok a Nyugat-Ausztráliában (Pilbara régió) felfedezett, mintegy 3,48 milliárd éves homokkövekben talált mikrobiális szőnyegszerű fosszíliák (ún. mikrobiálisan indukált üledékes szerkezetek, MISS). Sőt, 2015-ben olyan kutatási eredményeket publikáltak, amelyek szerint Nyugat-Ausztráliában talált, 4,1 milliárd éves cirkon kristályokba zárt grafit biogén eredetű lehet, ami az élet megjelenését még korábbra tolhatja, bár ez utóbbi értelmezés még vitatott.
Bár valószínűsíthető, hogy a legrégebbi, közel 3,5 milliárd éves prokarióta sejtfosszíliák között már archeák is lehettek, a legtöbb prokariótának nincsenek olyan jellegzetes morfológiai bélyegei, amelyek alapján a fosszilis maradványokat egyértelműen archeaként lehetne azonosítani. Ehelyett az archeákra jellemző, egyedülálló kémiai fosszíliák, különösen az éterkötésű izoprenoid lipidek maradványai sokkal informatívabbak lehetnek, mivel ilyen specifikus vegyületek nem fordulnak elő nagy mennyiségben más ma élő organizmusokban. Néhány korábbi publikáció arra utalt, hogy archeális vagy eukarióta eredetű lipid maradványok (szteránok és metilhopánok) jelen vannak már 2,7 milliárd éves agyagpalákban is, azonban ezeket az adatokat és értelmezésüket később megkérdőjelezték, mivel kiderült, hogy a vizsgált minták későbbi kőolajszivárgásokkal szennyeződhettek. Specifikusan archeális éterlipideket (pl. izoprén-alkánokat) azonban kimutattak még idősebb, akár 3,8 milliárd éves kőzetekben is Nyugat-Grönlandon, az Isua régióban, amely a Föld legidősebb ismert üledékes kőzeteit tartalmazza. Mindezek alapján az archeális leszármazási vonal valószínűleg a Földön létező egyik legősibb életforma lehet.
Woese eredeti elképzelése szerint a baktériumok, archeák és eukarióták három különálló, ősi leszármazási vonalat képviselnek, amelyek nagyon korán elágaztak egy feltételezett közös ősből, az ún. progenótából, amely még egy kezdetleges, nem teljesen kialakult genetikai rendszerrel rendelkezett. Egy elképzelés szerint ez az elágazás még a mai értelemben vett sejtek kialakulása előtt történhetett, egy olyan korban, amikor a sejthatárok (membránok) hiánya vagy kezdetlegessége lehetővé tette a korlátlan mértékű horizontális géntranszfert a különböző fejlődő vonalak között. Ebben a modellben a három domén közös őse (LUCA - Last Universal Common Ancestor) nem egyetlen sejtként, hanem inkább egy heterogén, géneket cserélő közösségként képzelhető el, amelyből a három fő vonal specifikus génkészletek "megkötésével", a HGT csökkenésével és a sejtes szerveződés megszilárdulásával különült el. Más modellek szerint LUCA már egy fejlett, sejtes szervezet volt. Az is lehetséges, hogy a baktériumok és az archeák utolsó közös őse egy termofil (hőkedvelő) szervezet volt, ami felveti annak lehetőségét, hogy az archeák számára az alacsonyabb hőmérsékletek jelentették az "extrém környezetet", és a hidegebb (mezofil vagy pszichrofil) környezetekben élő archeák csak később, másodlagosan adaptálódtak ezekhez a viszonyokhoz. Mivel az archeák és a baktériumok két különálló domént képviselnek, amelyek nincsenek közelebbi rokonságban egymással, mint bármelyikük az eukariótákkal, a "prokarióta" kifejezés filogenetikai értelemben parafiletikus csoportot jelöl, és leginkább csak egy praktikus, leíró jellegű kategóriaként használatos („nem eukarióta sejt”), amelynek evolúciós jelentősége korlátozott.
| Linnaeus 1735 2 ország | Haeckel 1866 3 ország | Chatton 1937 2 birodalom | Copeland 1956 4 ország | Whittaker 1969 5 ország | Woese et al. 1977 6 ország | Woese et al. 1990 3 domén |
| ---------------------- | --------------------- | ------------------------ | ---------------------- | ----------------------- | -------------------------- | ------------------------- |
| -                      | Protista              | Prokaryota               | Monera                 | Monera                  | Eubacteria                 | Bacteria                  |
| -                      | Protista              | Prokaryota               | Monera                 | Monera                  | Archaebacteria             | Archaea                   |
| -                      | Protista              | Eukaryota                | Protista               | Protista                | Protista                   | Eukarya                   |
| Vegetabilia            | Plantae               | Eukaryota                | Plantae                | Fungi                   | Fungi                      | Eukarya                   |
| Vegetabilia            | Plantae               | Eukaryota                | Plantae                | Plantae                 | Plantae                    | Eukarya                   |
| Animalia               | Animalia              | Eukaryota                | Animalia               | Animalia                | Animalia                   | Eukarya                   |

## Élőhelyek

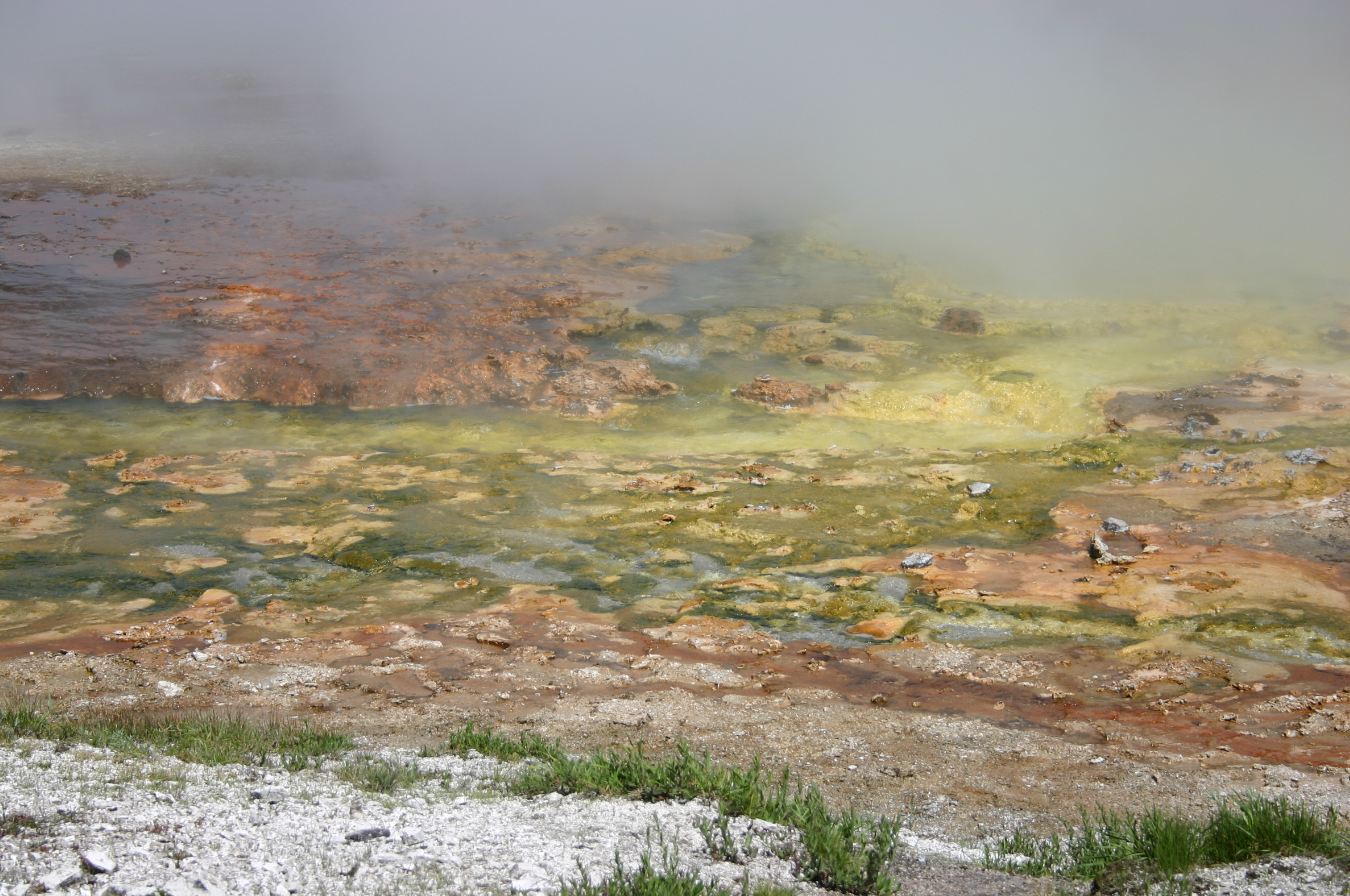
Színes biofilmek, amelyeket főként termofil Archaea fajok alkotnak a Yellowstone Nemzeti Park Midway Geyser Basin nevű gejzírmedencéjében.

Az archeák rendkívül széleskörűen elterjedtek és a Föld szinte minden ismert élőhelytípusát benépesítik. Kezdetben főként az extremofil (szélsőséges körülményeket kedvelő) képviselőikről voltak ismertek. Számos archea faj képes túlélni és szaporodni olyan környezetekben, amelyek a legtöbb más élőlény számára halálosak lennének: viszonylag magas hőmérsékletű (termofilok), gyakran 80-100 °C-nál is melegebb helyeken, például gejzírekben, vulkanikus iszaptavakban, vagy az óceán fenekén található hidrotermális kürtőkben (fekete és fehér füstölgők), ahol némelyikük akár 122 °C-on is képes növekedni (hipertermofilek). Más archeák extrém hideg környezetekben (pszichrofilek), például a sarki tengerek vizében vagy az örökfagyban élnek. Megint mások rendkívül magas sókoncentrációjú (halofilek) tavakban vagy bepárlódó medencékben, erősen savas (acidofilek, akár 0 pH körüli értékeken) vagy lúgos (alkalifilek, akár 11 pH felett) vizekben, illetve magas nyomású (barofilek) mélytengeri élőhelyeken találhatóak meg. Azonban az extremofil archeák mellett egyre növekvő számú mezofil (normális, mérsékelt körülményeket kedvelő) fajt is felfedeztek és azonosítottak. Ezek a fajok rendkívül gyakoriak és ökológiailag jelentősek lehetnek olyan "átlagos" élőhelyeken, mint a talaj, az édesvízi és tengeri üledékek, mocsáros területek, szennyvíztisztító telepek, valamint a tengerek és óceánok vízoszlopa. Számos metánt termelő archea faj él anaerob (oxigénmentes) környezetekben, például üledékekben, lápokban, rizsföldeken, vagy más állatok, mint a kérődzők (pl. szarvasmarha, juh), a termeszek és maga az ember emésztőrendszerében (bélflóra), ahol fontos szerepet játszanak a szerves anyagok lebontásában. Felfedeztek közöttük olyan tengeri Crenarchaeota és Thaumarchaeota fajokat is, amelyek képesek az ammónia oxidációjára (nitrifikálás), és ezzel kulcsszerepet játszanak a globális nitrogénciklusban. Mindmáig nem találtak egyértelműen bizonyítottan kórokozó (patogén) archea fajt, amely közvetlenül betegséget okozna emberekben vagy állatokban, bár bizonyos metanogén archeák (pl. Methanobrevibacter oralis) jelenléte és az emberi fogágybetegség (periodontitis) kialakulása közötti összefüggést feltételezik egyes kutatások.
Az általuk preferált fő élőhelyi vagy anyagcsere-típus alapján hagyományosan három nagy ökológiai csoportba szokás sorolni az archeákat: halofilek (sókedvelők), metanogének (metántermelők) és termofilek (hőkedvelők, ezen belül extremofilek a hipertermofilek). A halofil fajok extrém magas sókoncentrációjú környezetekben élnek, gyakran ott, ahol a sótartalom meghaladja a tengervízét (kb. 3,5%) és elérheti akár a telítettséget is (25-35%). A metanogén fajok szigorúan anaerob (oxigént nem tűrő) környezetben fejlődnek, és anyagcseréjük végtermékeként metánt (CH4) termelnek. Gyakoriak üledékekben, mocsarakban, kérődzők bendőjében vagy termeszek bélrendszerében. A termofilek meleg (tipikusan 45 °C feletti) élőhelyeken, például hőforrásokban, gejzírekben, míg a hipertermofilek rendkívül forró (80 °C feletti) környezetekben, például mélytengeri hidrotermális kürtőkben élnek. Fontos megjegyezni, hogy ez a csoportosítás inkább praktikus, ökológiai kategóriákat jelöl, és nincs feltétlenül szoros összhangban a filogenetikai (leszármazási) kapcsolatokkal. Emellett a kategóriák nem kizárólagosak (pl. egy faj lehet egyszerre termo- és acidofil) és nem is teljes körűek, hiszen számos archea él mérsékelt körülmények között (mezofilek) vagy extrém hidegben (pszichrofilek), illetve extrém pH-n (acidofilek, alkalifilek). Mindazonáltal ez a hagyományos felosztás hasznos kiindulási pont lehet az archeák sokféleségének megértéséhez.
Az utóbbi évtizedek intenzív kutatásai, különösen a tenyésztéstől független molekuláris módszerek (pl. metagenomika) alkalmazása révén, egyértelműen kimutatták, hogy az archeák korántsem korlátozódnak a szélsőséges élőhelyekre. Nemcsak normális és magas hőmérsékletű helyeken fordulnak elő, hanem rendkívül nagy számban és változatosságban megtalálhatóak hideg (pszichrofil) élőhelyeken is. Egyre inkább elfogadottá válik, hogy a metanogének jelentős populációi élnek hideg környezetekben, például mélytengeri vagy tavi üledékekben, tundrai talajokban. Egyes vizsgálatok arra is utalnak, hogy a metán szintézisének biokémiai lépései némileg eltérhetnek alacsony hőmérsékleten, az eltérő termodinamikai feltételek következtében. Talán még ennél is fontosabb felfedezés volt, hogy az óceánok vízoszlopában, különösen a mélyebb rétegekben (mezopelágikus és batipelágikus zóna), hatalmas mennyiségű archea él. Ezek a tengeri archeák (főként a Thaumarchaeota, Euryarchaeota és más, korábban ismeretlen csoportok tagjai) a plankton (különösen a pikoplankton, 0,2-2 µm méretű élőlények) biomasszájának jelentős részét, akár 20-40%-át is kitehetik, és ezzel a bolygó egyik legnagyobb egyedszámú és biomasszájú élőlénycsoportját alkotják. Annak ellenére, hogy ilyen nagy tömegben vannak jelen, ezen tengeri archeák túlnyomó többségét máig nem sikerült laboratóriumban tiszta kultúrában kitenyészteni és tanulmányozni. Életműködésükre, anyagcseréjükre és ökológiai szerepükre vonatkozóan ezért még mindig kevés a közvetlen adat, így a globális biogeokémiai körforgásokra (pl. szén-, nitrogén-, kénciklus) gyakorolt pontos hatásuk mértéke és mechanizmusa továbbra is intenzív kutatások tárgya.
Az archeák tehát az élőhelyek rendkívül széles tartományában léteznek, és mint a globális ökoszisztémák elválaszthatatlan és fontos részei, becslések szerint a mikrobiális sejtek akár 20%-át vagy még többet is képviselhetnek az óceánokban. Míg az először felfedezett archeák valóban extremofilek voltak, és némelyikük valóban képes túlélni rendkívül magas hőmérsékletet (gyakran 100 °C felett), ahogyan gejzírekben, fekete füstölgőkben és olajkutakban találhatók, addig ma már tudjuk, hogy más gyakori élőhelyeik közé tartoznak a nagyon hideg környezetek, valamint a nagyon sós, savas vagy lúgos vizek is. Azonban az archeák jelentős része mezofil, azaz enyhe, mérsékelt körülmények között növekszik, például mocsarakban és lápokban, szennyvízben, az óceánok és tavak vizében, az állatok (beleértve az embert) bélrendszerében, valamint a talajokban szerte a világon.

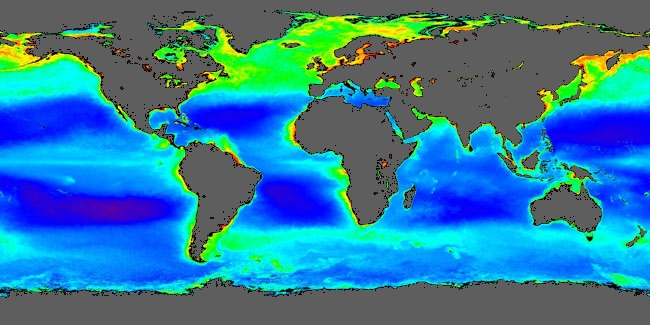
Műholdkép a plankton virágzásáról (világoszöld foltok) az óceánokban; az archeák az óceáni élet és plankton közösségek jelentős részét alkotják.

Az extremofil archeákat hagyományosan négy fő fiziológiai csoportba sorolhatjuk az általuk tolerált szélsőséges körülmény alapján: halofilek (sókedvelők), termofilek (hőkedvelők, ezen belül hipertermofilek a rendkívüli hőt tűrők), alkalofilek (lúgkedvelők), és acidofilek (savkedvelők). Fontos hangsúlyozni, hogy ezek a csoportok nem rendszertani kategóriák (azaz nem feltétlenül esnek egybe a törzsfejlődési ágakkal), nem fedik le az archeák teljes változatosságát, és nem is zárják ki egymást kölcsönösen, mivel számos archea egyszerre több szélsőséges körülményt is elvisel (pl. termoacidofil). Mindazonáltal ez a felosztás egy hasznos kiindulópontot jelent az archeák ökológiai és fiziológiai sokféleségének osztályozásához.
A halofilek, amelyek közé például a Halobacterium nemzetség tagjai tartoznak, extrém sós környezetekben, például természetes sós tavakban (pl. Holt-tenger, Nagy-sóstó) vagy mesterséges sólepárló medencékben élnek. Gyakran ezekben a hiperszalin (magas sótartalmú) vizekben válnak dominánssá a bakteriális versenytársaikkal szemben, különösen ott, ahol a sókoncentráció meghaladja a 20–25%-ot (tömeg/térfogat). A termofilek optimálisan 45 °C feletti hőmérsékleten növekednek, például termálvizekben, míg a hipertermofil archeák növekedési optimuma 80 °C feletti hőmérsékleten van. A jelenleg ismert hőmérsékleti rekordot a Methanopyrus kandleri 116-os törzse tartja, amely képes akár 122 °C-on is szaporodni, ami a legmagasabb feljegyzett növekedési hőmérséklet bármilyen ismert szervezet esetében.
Más archeák rendkívül savas (alacsony pH) vagy erősen lúgos (magas pH) körülmények között képesek létezni és szaporodni. Például az egyik legismertebb és legextrémebb acidofil szervezet a Picrophilus torridus, amely optimálisan 0,7 pH körül nő, de képes túlélni és növekedni akár 0 pH-nál is, ami körülbelül 1,2 mólos kénsav koncentrációjának felel meg.
Ez a rendkívüli ellenálló képesség az extrém környezeti feltételekkel szemben tette az archeákat (különösen az extremofileket) a földön kívüli élet lehetőségével kapcsolatos kutatások és spekulációk egyik fókuszpontjává. Néhány extremofil archea által lakott földi élőhely (pl. hidrotermális kürtők, savas források, mélytengeri üledékek, jég alatti tavak) bizonyos szempontból nem különbözik drasztikusan a Mars, az Europa vagy az Enceladus feltételezett múltbeli vagy jelenlegi környezeti viszonyaitól, ami ahhoz a pánspermia-elmélettel rokon elképzeléshez vezetett, hogy életképes mikrobák (vagy legalábbis az élet építőkövei) meteoritokban utazva akár a bolygók között is terjedhettek.
Ahogy korábban említettük, az újabb kutatások egyértelművé tették, hogy az archeák nem kizárólag mezofil és termofil környezetekben léteznek, hanem rendkívül nagy számban és diverzitással vannak jelen alacsony hőmérsékletű élőhelyeken is. Különösen gyakoriak a hideg óceáni környezetekben, például a sarki tengerek vizében és jég alatti élőhelyein. Még jelentősebb felfedezés volt az archeák hatalmas tömegének kimutatása a világ óceánjainak mérsékelt és hideg vízoszlopaiban, nem extrém élőhelyeken, ahol a plankton közösség (különösen a pikoplankton) domináns tagjai lehetnek. Bár ezek az archeák rendkívül nagy számban vannak jelen (akár a mikrobiális biomassza 40%-át is elérhetik bizonyos mélységekben), ezen fajok túlnyomó többségét mindmáig nem sikerült laboratóriumban izolálni és tiszta kultúrában tanulmányozni ("mikrobiális sötét anyag"). Következésképpen az archeák pontos szerepének megértése az óceánok ökológiájában még csak kezdetleges stádiumban van, így a globális biogeokémiai ciklusokra gyakorolt teljes befolyásuk mértéke és mechanizmusai továbbra is nagyrészt feltáratlanok maradnak. Annyi bizonyos, hogy néhány tengeri Thaumarchaeota (korábban a Crenarchaeota csoportba sorolták őket) képes az ammónia oxidációjára (nitrifikáció első lépése), ami arra utal, hogy ezek a szervezetek kulcsszerepet játszhatnak az óceáni nitrogénciklusban, bár valószínű, hogy ezek az óceáni archeák más energia- és szénforrásokat is képesek hasznosítani (mixotrófia). Hatalmas számban és nagy diverzitásban találták meg őket a tengerfeneket borító üledékekben is, ahol ezek a szervezetek az élő sejtek többségét alkothatják már 1 méter mélység alatt is, egészen több kilométeres mélységig az óceánfenék alatt, a mély bioszférában.

## Morfológia

A prokarióta sejtek (beleértve az archeákat) mérettartománya, a többi élő szervezethez és biomolekulához viszonyítva.

Az egyes archea fajokhoz tartozó egyedi sejtek mérete igen tág határok között mozog, átmérőjük tipikusan 0,1 μm (mikrométer) és 15 μm között változik, de némelyikük telepeket vagy hosszú fonalakat képezhet, amelyek teljes hossza elérheti a 200 μm-t is. Sejtjeik alakja is rendkívül változatos: a leggyakoribb formák a gömb (kokkusz), pálcika (bacillus), spirális (spirillum) vagy csavart (spirochaeta), de előfordulnak egészen szokatlan, szabálytalan, lebenyezett, lemezes, sőt akár tökéletesen négyzet vagy háromszög alakú sejtek is. A Crenarchaeota törzsön belül további különleges morfológiák figyelhetők meg: például a Sulfolobus nemzetség tagjainak szabálytalan, lebenyezett sejtjei; a Thermofilum nemzetség tűszerűen vékony (kevesebb mint 0,5 μm átmérőjű) fonalai; vagy a Thermoproteus és Pyrobaculum nemzetségek majdnem tökéletesen szabályos, téglatest alakú pálcikái. A Haloquadratum walsbyi nevű extrém halofil archea sejtjei pedig rendkívül vékony (kb. 0,15 µm), lapos, négyzet alakú lemezkék, amelyek gyakran 4-es vagy nagyobb csoportokba rendeződve, "bélyeglap-szerű" struktúrákat alkotnak hiperszalin (extrém sós) medencék vizében. Ezek a szokatlan, nem gömb vagy pálcika alakú formák fenntartásában valószínűleg fontos szerepet játszanak a sejtfalak (különösen az S-réteg merevsége), valamint a prokariótákban is meglévő, bár az eukariótákétól eltérő felépítésű citoszkeletális elemek. Olyan fehérjék homológjait, amelyek más organizmusokban (pl. baktériumokban, eukariótákban) a citoszkeleton komponenseit alkotják (pl. aktin- vagy tubulinszerű fehérjék, intermedier filamentum-szerű fehérjék), az archeákban is azonosították, és kimutatták, hogy ezek képesek filamentumokat (szálakat) formálni az archeális sejteken belül, azonban ezen sejtes szerkezetek pontos felépítése, funkciója és szabályozása, ellentétben más organizmusokkal, még nagyrészt feltáratlan és kevéssé megértett. Azokban az archeákban, mint például a Thermoplasma és Ferroplasma nemzetségek tagjai, amelyekből teljesen hiányzik a merev sejtfal, a sejtek alakja szabálytalan (pleomorf), és képesek alakjukat változtatni, némileg az amőbákhoz hasonlóan.
Néhány archea faj nemcsak magányos sejtekként él, hanem képes aggregátumokat (sejthalmazokat) vagy hosszú, akár 200 μm hosszúságot is elérő filamentumokat (sejtfonalakat) formálni. Ezek az organizmusok gyakran kiemelkedő szerepet játszanak a biofilmek kialakításában és szerkezetében is. A Pyrodictium nemzetség tagjai például különösen bonyolult, többsejtűnek tűnő kolóniákat képesek létrehozni, amelyekben az egyes sejteket hosszú, vékony, üreges csövek (cannulae) hálózata köti össze, egy sűrű, bokorszerű agglomerációt alkotva. Feltételezik, hogy ezek a csövek lehetővé tehetik a sejtek közötti közvetlen kommunikációt vagy a tápanyagok cseréjét a kolónián belül élő szomszédos sejtek között. Több fajból álló, komplex többsejtű kolóniák létezésére is van példa; 2001-ben egy németországi hideg kénes forrásban fedeztek fel egy különleges közösséget. Ebben egy újonnan leírt Euryarchaeota faj gömb alakú, fehéres mikrokolóniái vékony, gyöngyfüzérszerűen elrendeződött szálak mentén helyezkednek el, amelyek hossza akár a 15 cm-t is elérheti. Érdekesség, hogy magukat a hosszú szálakat egy másik, speciális baktérium faj (a Thiothrix nemzetség egy tagja) sejtjei alkotják, amelyeken az archeák megtapadnak. Mint korábban említettük, az archeák sejtfala általában nem tartalmaz mureinsavat (peptidoglikánt). 2004-ben sikerült először laboratóriumban tenyészteni a már említett lapos, négyzet alakú archeát (Haloquadratum walsbyi), amely extrém sós medencékben él. Anyagcserefolyamataik rendkívül változatosak. Érdemes megjegyezni, hogy a halobaktériumok (Halobacteria osztály) képesek fényenergia segítségével adenozin-trifoszfátot (ATP) előállítani, habár egyetlen ismert archea sem végez valódi, klorofill-alapú, elektrontranszport láncot alkalmazó fotoszintézist. A halobaktériumok esetében a sejtmembránba épült, fény által aktivált ionpumpák, mint a bakteriorodopszin (protonokat pumpál kifelé) és a halorodopszin (kloridionokat pumpál befelé), hozzák létre azokat az ionkoncentráció-különbségeket a membrán két oldala között, amelyek potenciális energiáját azután egy ATP-szintáz enzim ATP-termelésre hasznosítja (fotofoszforiláció).

## Osztályozásuk és azonosításuk
Az archeák modern osztályozása elsősorban molekuláris filogenetikai módszereken alapul, leggyakrabban a riboszomális RNS (különösen a 16S rRNS) génjének szekvencia-összehasonlításán, de egyre inkább kiegészülve teljes genomok vagy több száz konzervált fehérje összehasonlító elemzésével (filogenomika). Ezek alapján az Archaea domént jelenleg több nagy főágra, úgynevezett főtörzsre vagy szuperfőtörzsre osztják. A leggyakrabban elismert és legjobban jellemzett főbb csoportok a következők: Euryarchaeota, Crenarchaeota, Thaumarchaeota, Korarchaeota és Aigarchaeota. Ez utóbbi négyet gyakran együttesen a TACK szuperfőtörzsbe vonják össze. Egy másik nagy szuperfőtörzs a DPANN csoport, amely több, jellemzően kis genommal és sejtmérettel rendelkező, gyakran szimbióta vagy parazita életmódú törzset foglal magába (pl. Nanoarchaeota, Parvarchaeota, Micrarchaeota, Woesearchaeota, Pacearchaeota). A legújabb felfedezések egy harmadik nagy szuperfőtörzset, az Asgard csoportot azonosították, amelynek tagjai (pl. Lokiarchaeota, Thorarchaeota, Odinarchaeota, Heimdallarchaeota) filogenetikai elemzések szerint az eukarióták legközelebbi ismert prokarióta rokonai. Ezen főbb csoportokon kívül számos további, kisebb vagy kevésbé ismert, gyakran csak környezeti szekvenciákból azonosított ("kandidátus") törzs létezését feltételezik. Az archeák pontos belső rendszertana és a főbb csoportok közötti rokonsági viszonyok még ma is aktív kutatási terület, és a rendszer folyamatosan változik, finomodik az újabb genomikai adatok fényében.
Woese eredeti érvelése szerint a baktériumok, archeák és az eukarióták három alapvető, egymástól független leszármazási vonalat képviselnek, amelyek egy feltételezett, viszonylag fejletlen genetikai apparátussal rendelkező közös ősből, a progenótából váltak ki nagyon korán az élet evolúciója során. Ez az elmélet tükröződik vissza magában az Archaea elnevezésben is, amely a görög αρχαία (arkhaia) szóból származik, jelentése „ősi”, „régi”. Később, 1990-ben Woese és munkatársai javasolták a három nagy csoport doménként való elismerését, amely a legmagasabb rendszertani kategória. Minden domén további, alacsonyabb szintű törzsekre (phylum) és egyéb kategóriákra oszlik. Ez a háromdoménes felosztás hamar nagy népszerűségre tett szert és mára általánosan elfogadott a biológiában, bár magának a progenóta-ősnek az ötlete és az elágazások pontos sorrendje, természete továbbra is vita tárgyát képezi. Néhány biológus, különösen az eocita-elmélet hívei, úgy vélik, hogy az archeák és az eukarióták szorosabb rokonságban állnak egymással, és az eukarióták valójában az archeákon belülről erednek, egy módosult archea ős és egy baktérium (a mitokondrium őse) szimbiotikus egyesüléséből.
Az eukarióták és az archeák közötti pontos evolúciós viszony tisztázása továbbra is az evolúcióbiológia egyik legfontosabb és legaktívabban kutatott kérdése maradt. A fent említett molekuláris biológiai hasonlóságok (transzkripció, transzláció gépezete) mellett számos filogenetikai és filogenomikai elemzés is alátámasztja a két csoport szoros kapcsolatát. Egyes korábbi, főként rRNS-alapú elemzések az eukariótákat közelebb helyezték az Euryarchaeotákhoz, míg mások (köztük az eocita-elmélet) a Crenarchaeotákhoz (ma már inkább az Asgard csoporthoz) sorolták őket testvércsoportként vagy azon belüli ágként, bár a membránfelépítés alapvető különbségei (észter vs. éter lipidek) látszólag ellentmondanak ennek. Bizonyos termofil baktériumokban (például a Thermotoga nemzetség tagjaiban) felfedezett, archeákra jellemző gének jelenléte tovább bonyolítja a kép tisztázását, mivel ezek valószínűleg horizontális géntranszfer révén kerültek át a baktériumokba, és nem ősi közös leszármazást tükröznek. Más elméletek (ún. fúziós modellek) szerint az első eukarióta sejt egy baktérium és egy archea teljes összeolvadásából jött létre (amely során az archea adta a "gazdasejtet", létrehozva a citoplazmát és a genetikai információfeldolgozó rendszert, míg a baktérium adta a mitokondriumot és számos anyagcsereutat), ami magyarázhatná a genom chimerikus (kevert) természetét és a változatos genetikai hasonlóságokat. Azonban az ilyen fúziós elméletekkel nehéz pontosan magyarázni az eukarióta sejt komplex belső struktúrájának (pl. sejtmag, endomembrán rendszer) kialakulását. Az Asgard archeák felfedezése új lendületet adott az eocita-hipotézisnek, mivel ezek az archeák számos olyan gént (ún. ESP, Eukaryotic Signature Proteins) kódolnak, amelyeket korábban csak eukariótákban találtak meg, és amelyek a komplex sejtszerkezet kialakításában játszanak szerepet (pl. citoszkeleton, vezikuláris transzport).
2008 áprilisáig mindössze 52 teljesen és 35 részlegesen szekvenált archea genom adatai álltak rendelkezésre. Napjainkra ez a szám drámaian megnőtt: több ezer archeális genomot szekvenáltak teljesen tenyésztett izolátumokból, és további több tízezer, vagy akár százezer részleges vagy majdnem teljes genomot rekonstruáltak környezeti mintákból metagenomikai módszerekkel (ezek az ún. MAG-ok, Metagenome-Assembled Genomes). Ez a hatalmas adatmennyiség forradalmasította az archeák diverzitásának és evolúciójának megértését, de még mindig csak a felszínét karcoljuk a teljes változatosság feltárásának.

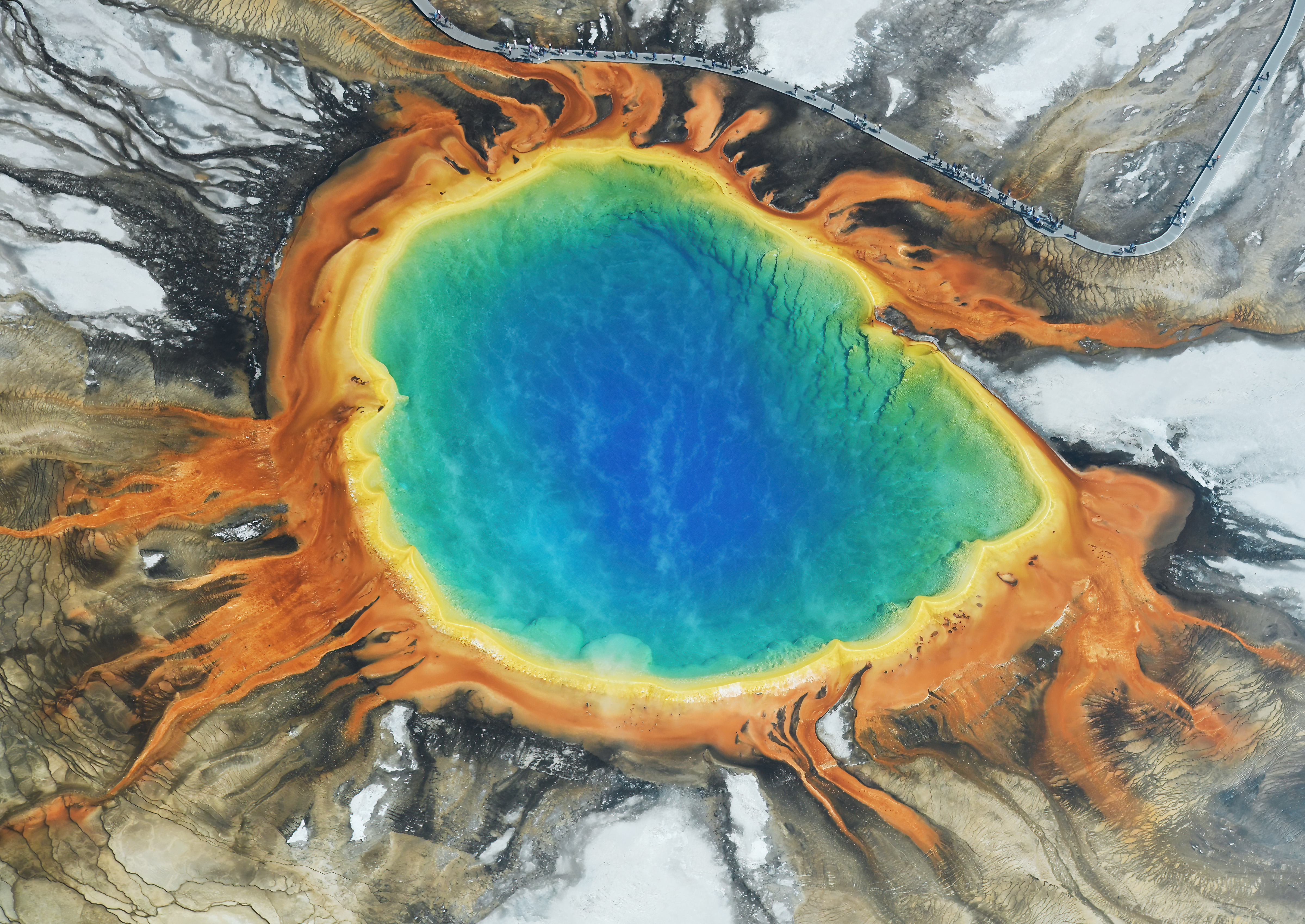
Archeákat először extrém környezetekben, például a Yellowstone Nemzeti Park Grand Prismatic Spring nevű vulkáni hőforrásához hasonló helyeken találtak és írtak le.

A jelenleg alkalmazott osztályozási rendszerek célja az archeákat olyan természetes csoportokba (taxonokba) rendezni, amelyek tagjai közös evolúciós őstől származnak és alapvető szerkezeti, biokémiai és genetikai jellemzőkön osztoznak. Mint említettük, ezek az osztályozások ma már nagymértékben támaszkodnak a riboszomális RNS gének szekvenciájának elemzésére, valamint egyre inkább a teljes genomok összehasonlító vizsgálatára (filogenomika) az organizmusok közötti rokonsági kapcsolatok feltárása érdekében. A legtöbb eddig tenyésztett és laboratóriumban részletesen tanulmányozott archea faj a két "klasszikus" fő törzs, az Euryarchaeota és a Crenarchaeota valamelyikébe tartozik. Más, később felfedezett vagy csak molekulárisan azonosított csoportokat próbaképpen külön törzsként vagy magasabb szintű taxonként kezelnek. Például a rendkívül kis méretű, obligát szimbióta Nanoarchaeum equitans fajt, amelyet 2003-ban fedeztek fel egy másik archeán (Ignicoccus hospitalis) élősködve, saját törzsbe, a Nanoarchaeota-ba sorolták. Egy másik korán javasolt új törzs volt a Korarchaeota, amely eredetileg egy kis csoportját foglalta magába olyan szokatlan termofil archeáknak, amelyek környezeti rRNS szekvenciák alapján mindkét fő törzs (Euryarchaeota és Crenarchaeota) jellemzőit mutatták, de filogenetikailag közelebb álltak a Crenarchaeotához. Azóta a Korarchaeota törzsbe tartozó "Candidatus Korarchaeum cryptofilum" genomját is sikerült szekvenálni, ami megerősítette helyüket a TACK szuperfőtörzsön belül. Más, csak nemrégiben felfedezett archea csoportok, amelyek gyakran szintén csak metagenomikai adatokból ismertek, filogenetikailag csak távoli rokonságban állnak a korábban ismert főbb csoportokkal. Ilyenek például a Richmond-bányai archeális acidofil nanoorganizmusok (ARMAN), amelyeket 2006-ban fedeztek fel extrém savas bányavizekben, és amelyek a valaha felfedezett legkisebb sejtméretű (kb. 200-400 nm) és legkisebb genomú (kb. 1 Mb) szabadon élő organizmusok közé tartoznak. Az ARMAN csoportok ma a DPANN szuperfőtörzsön belül a Micrarchaeota és Parvarchaeota törzsekbe vannak sorolva.
A TACK szuperfőtörzs egy filogenomikai elemzések alapján javasolt magasabb szintű taxonómiai egység, amely magában foglalja a Thaumarchaeota, Aigarchaeota, Crenarchaeota és Korarchaeota törzseket (a név a kezdőbetűkből alkotott mozaikszó). Ez a szuperfőtörzs (vagy a belőle kiváló Asgard csoport) filogenetikailag közelebb állhat az eukarióták eredetéhez, mint a többi archea csoport (pl. Euryarchaeota, DPANN).

### Taxonómia (főbb csoportok áttekintése)[2]
Az alábbi lista a jelenleg szélesebb körben elismert főbb archeális törzseket és szuperfőtörzseket sorolja fel, de fontos megjegyezni, hogy ez a rendszer folyamatosan változik:
- Euryarchaeota Woese et al. 1990 (nagyon változatos csoport, metanogének, extrém halofilek, termoacidofilek, stb.)
- DPANN szuperfőtörzs (jellemzően kis genomú, gyakran szimbióta archeák)
  - Aenigmarchaeota Rinke et al. 2013
  - Diapherotrites Rinke et al. 2013
  - Micrarchaeota Baker & Dick 2013 (korábban ARMAN-1)
  - Nanoarchaeota Huber et al. 2002
  - Nanohaloarchaeota Rinke et al. 2013
  - Pacearchaeota Castelle et al. 2015
  - Parvarchaeota Rinke et al. 2013 (korábban ARMAN-4, ARMAN-5)
  - Woesearchaeota Castelle et al. 2015
- Proteoarchaeota főtörzs (gyakran magában foglalja a TACK és Asgard csoportokat, de taxonómiai státusza vitatott)
  - TACK szuperfőtörzs (többnyire termo-, acido- vagy mezofil archeák, fontos szerep a biogeokémiai ciklusokban)
    - Aigarchaeota Nunoura et al. 2011
    - Bathyarchaeota Meng et al. 2014 (korábban Miscellaneous Crenarchaeotic Group, MCG)
    - Crenarchaeota Garrity & Holt 2002
    - Geoarchaeota Kozubal et al. 2013
    - Korarchaeota Barns et al. 1996
    - Thaumarchaeota Brochier-Armanet et al. 2008

  - Asgard szuperfőtörzs Zaremba-Niedzwiedzka et al. 2017 (az eukarióták legközelebbi ismert prokarióta rokonai, komplex sejtfunkciókkal)
    - Lokiarchaeota Spang et al. 2015
    - Thorarchaeota Seitz et al. 2016
    - Odinarchaeota Zaremba-Niedzwiedzka et al. 2017
    - Heimdallarchaeota Zaremba-Niedzwiedzka et al. 2017

## Összehasonlítás más doménekkel
Az alábbi táblázat összefoglalja és összehasonlítja a három fő élő domén – Archaea, Bacteria és Eukarya – néhány kiemelt és megkülönböztető jellemzőjét, szemléltetve ezzel a közöttük lévő alapvető hasonlóságokat és különbségeket. Számos, a táblázatban említett tulajdonság részletesebb kifejtése megtalálható a cikk további szakaszaiban.
| Tulajdonság                            | Archaea | Baktérium | Eukarióta |
| -------------------------------------- | --- | --- | --- |
| Sejtmembrán lipidjei és sejtfal        | Éter-kötésű lipidek (izoprenoid láncokkal); sejtfaluk változatos, gyakori az S-réteg, peptidoglikán nincs (kivéve pszeudopeptidoglikán egyes metanogénekben). | Észter-kötésű lipidek (zsírsavakkal); a sejtfal szinte mindig tartalmaz peptidoglikánt (mureint). | Észter-kötésű lipidek (zsírsavakkal); sejtfal nem mindig van jelen (pl. állatoknál), ha van, akkor változatos összetételű (pl. cellulóz növényeknél, kitin gombáknál), de sosem peptidoglikán.                                     |
| Gén szerkezet és információfeldolgozás | Jellemzően egyetlen, kör alakú kromoszóma (de lineáris is előfordulhat); a transzkripció és transzláció mechanizmusai sok szempontból az eukariótákéhoz hasonlóak; intronok előfordulnak tRNS és rRNS génekben, ritkán fehérjekódoló génekben is.                                                                                   | Jellemzően egyetlen, kör alakú kromoszóma; egyedi, a másik két doméntől eltérő transzkripciós és transzlációs apparátus; intronok nagyon ritkák.                                                                               | Több, lineáris kromoszóma a sejtmagban; a transzkripció és transzláció mechanizmusai sokban hasonlítanak az archeákéhoz; intronok gyakoriak a fehérjekódoló génekben.                                                              |
| Belső sejt szerkezet                   | Nincsenek membránnal határolt sejtszervecskék vagy valódi sejtmag. A citoplazma viszonylag egyszerű felépítésű. | Nincsenek membránnal határolt sejtszervecskék vagy valódi sejtmag. Néhány baktériumban előfordulnak belső membránrendszerek vagy membránnal körülvett kompartmentek (pl. anammoxoszóma).                                       | Jelen vannak membránnal határolt sejtszervecskék (pl. mitokondrium, színtest, endoplazmatikus retikulum, Golgi-készülék) és egy valódi, membránnal körülvett sejtmag, amely a genetikai anyagot tárolja. Jellemző a citoszkeleton. |
| Anyagcsere                             | Rendkívül változatos; magában foglalja a litotrófiát (szervetlen vegyületek oxidációja), organotrófiát (szerves vegyületek lebontása), fototrófiát (fényenergia hasznosítása, de nem oxigéntermelő fotoszintézis), és számos egyedülálló anyagcsereutat, mint például a metanogenezis. Autotróf szénmegkötési utak is változatosak. | Rendkívül változatos; magában foglalja az oxigéntermelő fotoszintézist, az anoxigénikus fotoszintézist, aerob és anaerob légzést, fermentációt (erjedés), litotrófiát és organotrófiát. Különféle autotróf szénmegkötési utak. | Kevésbé változatos; főként heterotróf (sejtlégzés) vagy fototróf (oxigéntermelő fotoszintézis növényekben és algákban). Néhány fermentációs út ismert (pl. élesztőknél). Litotrófia nem jellemző.                                  |
| Szaporodás                             | Kizárólag aszexuális szaporodás (pl. bináris hasadás, bimbózás, fragmentáció). Gyakori a horizontális géntranszfer. Meiózis nincs. | Főként aszexuális szaporodás (bináris hasadás). Nagyon gyakori a horizontális géntranszfer (konjugáció, transzdukció, transzformáció). Meiózis nincs.                                                                          | Jellemző az ivari szaporodás (gamétaképzéssel és meiózissal), de gyakori az aszexuális szaporodás is (pl. mitózis, vegetatív szaporodás). Horizontális géntranszfer ritkább, de előfordulhat (pl. vírusok, endoszimbionták révén). |

Az archeákat eredetileg azért különítették el harmadik doménként a baktériumoktól és eukariótáktól, mert Carl Woese és munkatársai az 1970-es években jelentős különbségeket találtak a riboszomális RNS (különösen a 16S rRNS) molekuláik szerkezetében, illetve szekvenciájában. A 16S rRNS gén minden sejtes élőlényben megtalálható, és alapvető, nélkülözhetetlen funkciót tölt be a fehérjeszintézisben (a riboszóma kis alegységének alkotója). Mivel ez a funkció központi jelentőségű az élet számára, a 16S rRNS génben bekövetkező mutációk nagy része valószínűleg káros, így a gén szekvenciája csak lassan változik az evolúció során, megőrizve az ősi rokonsági kapcsolatokra utaló információt. Ugyanakkor a 16S rRNS molekula (kb. 1500 nukleotid) elég nagy ahhoz, hogy elegendő organizmus-specifikus információt hordozzon a filogenetikai elemzésekhez, de még elég kicsi ahhoz, hogy viszonylag könnyen és gyorsan lehessen szekvenálni (meghatározni a bázissorrendjét). Woese úttörő módszere az volt, hogy az rRNS molekulát enzimatikusan kisebb töredékekre (oligonukleotidokra) bontotta, ezeket kétdimenziós elektroforézissel szétválasztotta, és az így kapott "ujjlenyomatokat" (oligonukleotid-katalógusokat) hasonlította össze különböző organizmusok között. Az elv az, hogy minél hasonlóbbak a mintázatok két faj között, annál közelebbi rokonságban állnak egymással.
Woese ezt az rRNS összehasonlító módszert használta fel arra, hogy feltárja a prokarióták belső filogenetikai kapcsolatait és összevesse őket az eukariótákkal. Megvizsgált egy csoport metanogén szervezetet, és azt találta, hogy azok rRNS mintázatai (oligonukleotid-katalógusai) drámaian eltértek minden addig ismert baktériumétól vagy eukariótáétól. Ugyanakkor ezek a metanogének sokkal jobban hasonlítottak egymásra, mint bármely más, addig szekvenált organizmusra. Ez a felfedezés vezette Woese-t arra a következtetésre, hogy ezek a szervezetek egy teljesen új, ősi csoportot képviselnek, és javasolta az Archaebacteria (később Archaea) domén létrehozását. Kísérleteinek egyik legmeglepőbb és legfontosabb eredménye az volt, hogy az Archeák rRNS szekvenciái alapján (és később számos más molekuláris marker alapján is) nem állnak közelebb a baktériumokhoz, mint az eukariótákhoz, sőt, bizonyos szempontból (pl. az információfeldolgozó rendszerek tekintetében) közelebb állnak az eukariótákhoz, annak ellenére, hogy sejtszerkezetük alapvetően prokarióta jellegű. Ez vezetett ahhoz a ma általánosan elfogadott következtetéshez, hogy az Archeák és az Eukarióták egy újabb közös őstől származnak, mint amelytől a Baktériumok és az Eukarióták (vagy Archeák) elváltak. Más szavakkal, az Archeák és Eukarióták testvércsoportok (a háromdoménes modell szerint), vagy az Eukarióták az Archeákon belülről erednek (a kétdoménes, eocita-modell szerint). A sejtmag és a komplex eukarióta sejtszerkezet kialakulása tehát a baktériumok és az archea/eukarióta közös ős közötti szétválás utáni evolúciós újítás. Bár az archeák morfológiailag prokarióták, filogenetikailag közelebb állnak az eukariótákhoz, ezért nem helyezhetők sem az eukarióta, sem a baktérium doménbe, hanem egy teljesen különálló, harmadik domént alkotnak.
Az Archaea domén egyik legegyedibb és legmeghatározóbb tulajdonsága az éter-kötésű lipidek széleskörű használata a sejtmembránjaik felépítésében. Az éterkötések kémiailag lényegesen stabilabbak (ellenállóbbak a hidrolízissel, magas hőmérséklettel és extrém pH-val szemben), mint a baktériumokban és eukariótákban található észterkötések. Ez a nagyobb stabilitás valószínűleg jelentősen hozzájárul számos Archaea faj rendkívüli képességéhez, hogy túléljenek olyan extrém környezetekben, ahol a sejtmembrán súlyos fizikai és kémiai stressznek van kitéve, például extrém hőmérsékleten vagy magas sókoncentráció mellett. Egy másik, szinte teljesen egyedülálló archeális jellemző a metanogenezis képessége, azaz a metán (CH4) biológiai előállítása anyagcsere-végtermékként. Nincs más ismert organizmuscsoport, amely képes lenne erre a folyamatra. A metanogén archeák kulcsfontosságú szerepet játszanak számos anaerob ökoszisztémában (pl. mocsarakban, üledékekben, kérődzők bendőjében), ahol más mikroorganizmusokkal együttműködve lebontják a komplex szerves anyagokat. Szerepük kritikus a globális szénkörforgásban, mivel a szerves szén jelentős részét metánná alakítják át, amely egy erős üvegházhatású gáz. Emellett olyan környezetekben, ahol a metán az elsődleges energiaforrás (pl. metánszivárgások környéke), a metanogén archeák által termelt metánt más mikrobák (főként baktériumok és néhány archea, az ún. metanotrófok) oxidálják, így az archeák közvetve hozzájárulhatnak az elsődleges termeléshez ezekben az ökoszisztémákban.

## Kapcsolata más prokariótákkal
Az archeák és a baktériumok közötti kapcsolat, annak ellenére, hogy mindkettő prokarióta, meglehetősen távoli. A három domén – Archaea, Bacteria, Eukarya – közötti filogenetikai kapcsolatok pontos feltárása központi jelentőségű az élet eredetének és korai evolúciójának megértéséhez. Érdekes módon az anyagcsereutak többsége, amelyek egy organizmus génjeinek jelentős részét kódolják, nagyfokú hasonlóságot mutat az Archaea és a Bacteria domén között (pl. glikolízis, citromsavciklus alapjai, számos bioszintetikus útvonal). Ezzel szemben a legtöbb olyan gén, amely a genom expressziójának alapvető folyamataiban (replikáció, transzkripció, transzláció) vesz részt, jelentős hasonlóságot mutat az Archaea és az Eukarya között. Ez a kettősség (anyagcsere-géneknél bakteriális, információfeldolgozó géneknél eukarióta hasonlóság) az egyik legerősebb érv az eukarióták chimerikus, azaz fúziós eredete mellett.
A prokariótákon belül az archeális sejtszerkezet bizonyos általános vonásai (pl. sejtfal jelenléte a membránon kívül) leginkább a Gram-pozitív baktériumokéra hasonlítanak, főként azért, mert mindkettőre jellemző általában egyetlen sejtmembrán, amelyet egy vastagabb sejtfalréteg vesz körül, és hiányzik a Gram-negatív baktériumokra jellemző külső membrán és periplazmatikus tér. Ráadásul az Archaea és a Gram-pozitív baktériumok (különösen a Firmicutes törzs) számos fontos, konzervált fehérjében (pl. Hsp70 hősokk fehérje, glutamin-szintetáz) közös inszerciókat vagy deléciókat (ún. indel-eket vagy signature szekvenciákat) mutatnak, amelyeket egyes kutatók a két csoport közötti szorosabb evolúciós kapcsolatra utaló jelként értelmeztek. Azonban ezen gének részletesebb filogenetikai elemzése és a genomikai adatok összessége inkább azt támasztja alá, hogy ezek a hasonlóságok valószínűleg horizontális géntranszfer eredményei, vagy ősi, de később elveszett jellemzők (plesiomorfiák), és nem tükröznek közvetlen, szorosabb rokonságot a két csoport között, mint az Archaea és más baktériumcsoportok (pl. Gram-negatívok) között. Összességében a molekuláris adatok túlnyomó többsége az Archaea és Bacteria domének mély, ősi elkülönülését támasztja alá.

## Kapcsolata az eukariótákkal
Az archeák és az eukarióták közötti evolúciós kapcsolat pontos természete továbbra is az egyik legintenzívebben kutatott és vitatott kérdés a biológiában. Amint azt korábban említettük, a sejtszerkezetben és számos alapvető funkcióban (különösen az információfeldolgozó rendszerekben) megfigyelhető jelentős hasonlóságok mellett számos genetikai alapú filogenetikai fa is szoros rokonságot mutat a két domén között, gyakran testvércsoportként ábrázolva őket, vagy újabban az eukariótákat az archeákon belül elhelyezve. A kép tisztázását azonban több tényező is bonyolítja. Ide tartoznak azok a korábbi (főként rRNS alapú) elemzések, amelyek szerint az eukarióták közelebbi rokonságban állnak a Crenarchaeota törzzsel (eocita-hipotézis), mint a Crenarchaeota az Euryarchaeota törzzsel, valamint az archeákra jellemző gének jelenléte bizonyos baktériumokban (pl. Thermotoga maritima), amelyek valószínűleg horizontális géntranszfer révén kerültek oda, nem pedig közös leszármazás révén.
A "hagyományos" vagy sztenderd hipotézis (amely a háromdoménes rendszeren alapul) szerint az eukarióták őse egy korai archeáktól elágazó testvérvonalból származik. Ezen belül az eukariogenezis (az eukarióta sejt kialakulása) kulcslépése egy endoszimbiózis volt, amely során egy archea-szerű gazdasejt bekebelezett egy alfa-proteobaktériumot, amelyből a mitokondrium alakult ki. A fúziós modellek szerint ez a kapcsolat szorosabb volt, akár egy archea és egy baktérium teljes összeolvadásáról is szó lehetett, amely során az archea adta a sejtmag és a citoplazma alapvető információfeldolgozó gépezetét, míg a baktérium adta a mitokondriumot és számos anyagcsere-gént, ami megmagyarázná az eukarióta genom kevert (chimerikus) genetikai hasonlóságait a másik két doménnel. Az eocita-elmélet eredeti formája azt sugallta, hogy az eukarióták közvetlenül a Crenarchaeota törzsön belülről fejlődtek ki (az "eociták" a Crenarchaeota egy korábbi neve volt).
Az utóbbi években felfedezett Asgard szuperfőtörzsbe tartozó archeák (különösen a Lokiarchaeota és Heimdallarchaeota csoportok) genomjainak elemzése új és erős támogatást nyújtott az eocita-elmélet egy módosított változatának. Ezek az archeák filogenetikailag következetesen az eukarióták legközelebbi ismert prokarióta rokonainak bizonyultak. Genomjuk számos olyan gént (ún. ESP - Eukaryotic Signature Proteins) tartalmaz, amelyeket korábban kizárólag eukariótákra jellemzőnek tartottak, és amelyek a komplex eukarióta sejtszerveződés kulcsfontosságú elemeiben (pl. citoszkeleton dinamika, vezikuláris transzport, ubikvitin rendszer) játszanak szerepet. Ez arra utal, hogy az eukarióták archea őse már rendelkezett bizonyos, a komplexitás felé mutató genetikai potenciállal az alfa-proteobaktérium bekebelezése előtt. Ezeket az Asgard archeákat gyakran "átmeneti szervezeteknek" tekintik a prokarióták és az eukarióták között.
Az Asgard szuperfőtörzs tehát jelenlegi tudásunk szerint az eukarióták legközelebbi ismert prokarióta rokona.
Bár ennek a csoportnak a belső filogenetikai kapcsolatai és pontos helye az élet fáján még mindig aktív kutatás tárgya, a főbb csoportok hozzávetőleges rokonsági viszonyai a jelenlegi filogenomikai elemzések alapján a következők lehetnek:
|  | Aigarchaeota |
|  |              |
|  | Geoarchaeota |
|  |              |

|  | Thaumarchaeota |
|  |                |
|  | Bathyarchaeota |
|  |                |

|  | Aigarchaeota |
|  |              |
|  | Geoarchaeota |
|  |              |

|  | Thaumarchaeota |
|  |                |
|  | Bathyarchaeota |
|  |                |

|  | Aigarchaeota |
|  |              |
|  | Geoarchaeota |
|  |              |

|  | Thaumarchaeota |
|  |                |
|  | Bathyarchaeota |
|  |                |

|  | Aigarchaeota |
|  |              |
|  | Geoarchaeota |
|  |              |

|  | Thaumarchaeota |
|  |                |
|  | Bathyarchaeota |
|  |                |

|  | Aigarchaeota |
|  |              |
|  | Geoarchaeota |
|  |              |

|  | Thaumarchaeota |
|  |                |
|  | Bathyarchaeota |
|  |                |

|  | Aigarchaeota |
|  |              |
|  | Geoarchaeota |
|  |              |

|  | Thaumarchaeota |
|  |                |
|  | Bathyarchaeota |
|  |                |

|  | Aigarchaeota |
|  |              |
|  | Geoarchaeota |
|  |              |

|  | Thaumarchaeota |
|  |                |
|  | Bathyarchaeota |
|  |                |

|  | Aigarchaeota |
|  |              |
|  | Geoarchaeota |
|  |              |

|  | Thaumarchaeota |
|  |                |
|  | Bathyarchaeota |
|  |                |

|  | Lokiarchaeota |
|  |               |
|  | Odinarchaeota |
|  |               |
|  | Thorarchaeota |
|  |               |

|                                      | Heimdallarchaeota |
|                                      |                   |
| (+ α-proteobaktérium endoszimbionta) | Eukarióták        |
|                                      | Eukarióták        |

|  | Lokiarchaeota |
|  |               |
|  | Odinarchaeota |
|  |               |
|  | Thorarchaeota |
|  |               |

|                                      | Heimdallarchaeota |
|                                      |                   |
| (+ α-proteobaktérium endoszimbionta) | Eukarióták        |
|                                      | Eukarióták        |

|  | Aigarchaeota |
|  |              |
|  | Geoarchaeota |
|  |              |

|  | Thaumarchaeota |
|  |                |
|  | Bathyarchaeota |
|  |                |

|  | Aigarchaeota |
|  |              |
|  | Geoarchaeota |
|  |              |

|  | Thaumarchaeota |
|  |                |
|  | Bathyarchaeota |
|  |                |

|  | Aigarchaeota |
|  |              |
|  | Geoarchaeota |
|  |              |

|  | Thaumarchaeota |
|  |                |
|  | Bathyarchaeota |
|  |                |

|  | Aigarchaeota |
|  |              |
|  | Geoarchaeota |
|  |              |

|  | Thaumarchaeota |
|  |                |
|  | Bathyarchaeota |
|  |                |

|  | Aigarchaeota |
|  |              |
|  | Geoarchaeota |
|  |              |

|  | Thaumarchaeota |
|  |                |
|  | Bathyarchaeota |
|  |                |

|  | Aigarchaeota |
|  |              |
|  | Geoarchaeota |
|  |              |

|  | Thaumarchaeota |
|  |                |
|  | Bathyarchaeota |
|  |                |

|  | Aigarchaeota |
|  |              |
|  | Geoarchaeota |
|  |              |

|  | Thaumarchaeota |
|  |                |
|  | Bathyarchaeota |
|  |                |

|  | Aigarchaeota |
|  |              |
|  | Geoarchaeota |
|  |              |

|  | Thaumarchaeota |
|  |                |
|  | Bathyarchaeota |
|  |                |

|  | Lokiarchaeota |
|  |               |
|  | Odinarchaeota |
|  |               |
|  | Thorarchaeota |
|  |               |

|                                      | Heimdallarchaeota |
|                                      |                   |
| (+ α-proteobaktérium endoszimbionta) | Eukarióták        |
|                                      | Eukarióták        |

|  | Lokiarchaeota |
|  |               |
|  | Odinarchaeota |
|  |               |
|  | Thorarchaeota |
|  |               |

|                                      | Heimdallarchaeota |
|                                      |                   |
| (+ α-proteobaktérium endoszimbionta) | Eukarióták        |
|                                      | Eukarióták        |

## Sejtszerkezet
Az archeáknak és a baktériumoknak általánosságban véve hasonló az alapvető sejtszerkezetük, mindkettő prokarióta típusú sejt. Akárcsak a baktériumok túlnyomó többségének, az archeáknak sincsenek belső, membránnal határolt sejtszervecskéik (mint pl. mitokondrium, színtest) és nincs valódi, membránnal körülvett sejtmagjuk. A genetikai anyag (DNS) egy nukleoidnak nevezett, nem membránnal határolt régióban található a citoplazmában. A baktériumokhoz hasonlóan az archea sejtet is egy sejtmembrán (plazmamembrán) veszi körül, amelyet legtöbbször egy külső sejtfal borít. Sok archea képes aktív mozgásra, amelyet egy vagy több, a sejtfelszínhez rögzülő, forgó mozgást végző ostor (flagellum, újabban archaellum) segítségével végez. Szerkezetileg, ahogy korábban említettük, leginkább a Gram-pozitív baktériumokra hasonlítanak abban a tekintetben, hogy általában csak egyetlen sejtmembránjuk van, és hiányzik a Gram-negatívokra jellemző külső membrán és periplazmatikus tér. Azonban van legalább egy figyelemre méltó kivétel ez alól az általános szabály alól: az Ignicoccus nemzetség tagjai, amelyek egy különösen nagy méretű periplazmatikus térrel rendelkeznek a belső és egy újonnan felfedezett külső membrán között. Ebben a periplazmában membránhoz kötött vezikulumok is találhatók, ami szokatlan a prokarióták körében.

## Membránok

Membránszerkezetek összehasonlítása. Felső panel: Egy tipikus archeális foszfolipid felépítése. 1, izoprén (izoprenoid) láncok; 2, éterkötések; 3, L-glicerin váz; 4, foszfátcsoport. Középső panel: Egy tipikus bakteriális vagy eukarióta foszfolipid: 5, zsírsav láncok; 6, észterkötések; 7, D-glicerin váz; 8, foszfátcsoport. Alsó panel: 9, A baktériumokból és az eukariótákból ismert lipid kettős réteg; 10, Néhány archeában (főleg extremofilekben) található lipid monoréteg.

Az archeák sejtmembránjának kémiai összetétele alapvetően és számottevően különbözik minden más ismert élő szervezet (baktériumok és eukarióták) sejthártyáját alkotó molekuláktól. Ez az egyik legerősebb biokémiai bizonyíték arra, hogy az archeák egy különálló, ősi evolúciós vonalat képviselnek, és csak távoli rokonságban állnak a baktériumokkal és az eukariótákkal. Minden élő szervezet sejtmembránja alapvetően foszfolipidekből épül fel. Ezek a molekulák amfipatikus természetűek, azaz rendelkeznek egy poláris, hidrofil (vízkedvelő) "fej" résszel (amely tipikusan egy foszfátcsoportot és egy hozzá kapcsolódó egyéb csoportot, pl. kolint, etanolamint, cukrot tartalmaz) és egy apoláris, hidrofób (víztaszító) "farok" résszel (amely hosszú szénhidrogénláncokból áll). Ezt a két részt egy glicerinmolekula köti össze. Vizes közegben a foszfolipidek spontán módon kettős réteget (lipid kettős réteg, lipid bilayer) alkotnak, amelyben a hidrofób farkak egymás felé, a réteg belsejébe fordulnak, míg a hidrofil fejek a külső és belső vizes fázis felé néznek. Ez a lipid kettős réteg képezi a sejtmembrán alapvető szerkezeti vázát.
Az archeák foszfolipidjei azonban legalább négy kulcsfontosságú szempontból is markánsan eltérnek a baktériumokban és eukariótákban található foszfolipidektől:
- Éterkötések észterkötések helyett: Míg a baktériumok és eukarióták membránjai főleg glicerin-észter kötéssel kapcsolódó zsírsavakból álló lipidekből épülnek fel, addig az archeák membránjaiban szinte kizárólag glicerin-éter kötéssel kapcsolódó lipidek találhatóak.[115] A különbség tehát abban a kémiai kötésben rejlik, amely a glicerin vázat a hidrofób lipidfarokhoz kapcsolja (lásd az ábra sárgával jelölt részeit). Az éterkötések (C-O-C) kémiailag sokkal ellenállóbbak a hidrolízissel (víz általi bontással), magas hőmérséklettel és extrém pH értékekkel szemben, mint az észterkötések (C(=O)-O-C). Ez a megnövelt kémiai stabilitás valószínűleg döntő szerepet játszik abban, hogy az archeák képesek túlélni és virágozni olyan extrém környezeti feltételek mellett is, amelyek a legtöbb baktérium vagy eukarióta számára végzetesek lennének.[116] Bár a baktériumok és az eukarióták is tartalmazhatnak kis mennyiségben éterkötésű lipideket (pl. plazmalogének), ezek soha nem alkotják a membránjaik fő komponensét, ellentétben az archeákkal.
- A glicerin sztereokémiája: A glicerinmolekula királis szénatommal rendelkezik, ami azt jelenti, hogy kétféle térbeli elrendeződést (sztereoizomert) vehet fel, amelyek egymás tükörképei (enantiomerek). A baktériumokban és eukariótákban található foszfolipidek glicerin váza D-glicerin (pontosabban sn-glicerin-3-foszfát) konfigurációjú. Ezzel szemben az archeák foszfolipidjeiben a glicerin váz L-glicerin (pontosabban sn-glicerin-1-foszfát) konfigurációjú, ami pontosan a fordítottja a másik két doménben találhatóénak. Mivel az enzimek általában sztereospecifikusak, egy D-glicerint használó enzim nem képes kezelni vagy előállítani az L-glicerin alapú lipideket, és fordítva. Ez a fundamentális különbség erősen arra utal, hogy az archeák teljesen különböző, önállóan kifejlődött enzimeket és bioszintetikus útvonalakat használnak foszfolipidjeik előállításához, mint a baktériumok és az eukarióták. Ez a tulajdonság valószínűleg nagyon korán, még a három domén szétválása előtt vagy annak környékén rögzült az archeális vonalon.[114]
- Izoprenoid oldalláncok: Az archeális lipidfarkak kémiai szerkezete is eltér a többi organizmusétól. Míg a baktériumok és eukarióták membránlipidjeinek hidrofób részét többnyire egyenes láncú, telített vagy telítetlen zsírsavak alkotják, addig az archeák lipidjeinek farkát elágazó láncú izoprén (pontosabban izoprén egységekből felépülő, ún. izoprenoid) láncok képezik. Ezek a láncok általában 20 szénatomosak (fitanil, C20) vagy 40 szénatomosak (bifitanil vagy dibifitanil, C40), és a lánc mentén metilcsoport-elágazásokat tartalmaznak. Néhány archeában ezek az izoprenoid láncok tovább módosulhatnak, például ciklopropán vagy ciklohexán gyűrűket is tartalmazhatnak a láncon belül.[117] Bár az izoprén egységekből felépülő vegyületek (izoprenoidok vagy terpenoidok) fontos szerepet játszanak számos más organizmus biokémiájában is (pl. A-vitamin, karotinoidok, szteroidok), csak az archeák használják őket nagy mennyiségben a membránalkotó foszfolipidek hidrofób farkának felépítéséhez. Úgy gondolják, hogy ezek az elágazó láncok befolyásolják a membrán fluiditását és pakolási sűrűségét, és hozzájárulhatnak a membrán stabilitásához és a szivárgás megakadályozásához különösen magas hőmérsékleten.[118]
- Lipid monoréteg lehetősége: Néhány archea, különösen a hipertermofilek (nagyon magas hőmérsékletet kedvelők) és acidofilek (erősen savas környezetet kedvelők), képes a szokásos lipid kettős réteg helyett egy lipid monoréteget (egyrétegű membránt) kialakítani. Ezekben az esetekben a membránt nem két különálló foszfolipid réteg alkotja, hanem olyan speciális molekulák, amelyekben két hidrofil fej (glicerin-foszfát csoport) egyetlen, hosszú (tipikusan C40-es bifitanil) hidrofób lánc két végéhez kapcsolódik (ezek az ún. glicerin-dialkil-glicerin-tetraéterek, GDGT-k). Ez a kovalens kötéssel "összevarrt" szerkezet egy rendkívül merev és stabil membránt eredményez, amely sokkal jobban ellenáll a hő vagy a kémiai stressz okozta szétesésnek, mint a kettős rétegű membránok. Ez a szerkezet kulcsfontosságú lehet a túléléshez extrém környezeti feltételek mellett.[119] Például a Ferroplasma nemzetség tagjainál, amelyek rendkívül savas (pH ~0) környezetben élnek, a membrán szinte kizárólag ilyen tetraéter lipidekből álló monorétegből épül fel, ami valószínűleg elengedhetetlen a túlélésükhöz ebben a környezetben.[120]

## Sejtfal és ostor
A legtöbb ismert archea faj rendelkezik sejtfallal, amely a sejtmembránon kívül helyezkedik el, és mechanikai védelmet, valamint ozmotikus stabilitást biztosít a sejtnek. Azonban vannak kivételek, mint például a már említett Thermoplasma és Ferroplasma nemzetségek tagjai, amelyekből teljesen hiányzik a sejtfal, és csak a sejtmembrán határolja őket. A legtöbb sejtfalas archeában a fal legkülső, és gyakran egyetlen jelentős szerkezeti rétegét egy paracellulárisan kristályosodott fehérjeréteg, az úgynevezett S-réteg (surface layer) alkotja. Az S-réteg egy vagy több típusú fehérje (vagy glikoprotein) alegységből épül fel, amelyek spontán módon képesek egy szabályos, kétdimenziós rácsot alkotni a sejt felszínén (hasonlóan egy "páncélinghez"). Ez a réteg nemcsak mechanikai szilárdságot ad, hanem kémiai és fizikai védelmet is nyújt a környezeti hatásokkal (pl. enzimek, fágok, pH-változások) szemben, és egyfajta molekuláris szitaként is funkcionálhat, megakadályozva a nagyobb molekulákat abban, hogy közvetlenül érintkezésbe lépjenek a sejtmembránnal. A baktériumoktól eltérően, az archeák sejtfalából általában hiányzik a peptidoglikán (murein), amely a baktériumok sejtfalának univerzális és meghatározó komponense. Egyetlen ismert kivételt képeznek ez alól a Methanobacteriales rendbe és a Methanopyrus nemzetségbe tartozó metanogén archeák, amelyek sejtfala tartalmaz egy peptidoglikánhoz hasonló polimert, az úgynevezett pszeudopeptidoglikánt (vagy pszeudomureint). Bár ez az anyag morfológiájában, funkciójában és fizikai szerkezetében (réteges felépítés) hasonlít a baktériális peptidoglikánhoz, kémiai összetétele jelentősen eltér: N-acetilglükózamin mellett N-acetil*talózamin*uronsavat tartalmaz N-acetil*muramin*sav helyett, és a peptidek közötti keresztkötéseket kizárólag L-aminosavak alkotják (szemben a baktériumok D-aminosavakat is tartalmazó peptidjeivel). Más archeák sejtfala tartalmazhat más poliszacharidokat (pl. metanokondroitin, heteropoliszacharidok) vagy glikoproteineket az S-rétegen kívül vagy helyett.
Az archeák mozgékony fajai ostorok (flagellumok) segítségével mozognak, amelyek a baktériumokéhoz hasonlóan hosszú, spirális filamentumok, és forgó mozgásuk révén hajtják előre a sejtet. Az ostorokat a sejtfelszínhez rögzülő, a sejtmembránba ágyazott komplex fehérjeszerkezetek, a forgó motorok hajtják, amelyek energiáját általában a membrán két oldala közötti proton- (vagy nátrium-) iongradiens szolgáltatja (hasonlóan a bakteriális flagellumokhoz). Azonban az archeális ostor – amelyet újabban gyakran **archaellum**-nak neveznek, hogy megkülönböztessék a bakteriális flagellumtól – jelentősen eltér a bakteriális ostortól mind a felépítő fehérjék (flagellinek, itt archaellinek) szekvenciájában és szerkezetében, mind pedig az összeszerelődésének mechanizmusában. A két típusú ostor valószínűleg teljesen független evolúciós eredetű, azaz konvergens módon alakultak ki a hasonló funkció ellátására. A bakteriális flagellum evolúciósan rokonságban áll a III-as típusú szekréciós rendszerrel (T3SS), amely egyfajta "fehérjeinjektáló" apparátus. Ezzel szemben az archeális archaellum szerkezete és összeszerelési mechanizmusa sokkal inkább a bakteriális IV-es típusú pilusokra (T4P) hasonlít, amelyek szintén a sejtfelszínből kinövő, tapadásra és mozgásra (ún. "rángatózó" mozgás) használt filamentumok. Fontos különbség az összeszerelésben is van: míg a bakteriális ostor filamentuma üreges, és az alegységek (flagellin monomerek) ezen a központi csatornán keresztül jutnak el az ostor csúcsára, ahol beépülnek, addig az archeális archaellum filamentuma tömör, és az alegységek (archaellin monomerek) az ostor tövében, a sejtmembrán külső felszínén épülnek be, így az archaellum a tövétől kezdve növekszik kifelé.

## Anyagcsere
Az archeák rendkívül nagy változatosságot mutatnak anyagcsere-folyamataikban (metabolizmusukban), és a földi élet számára rendelkezésre álló energiaforrások széles skáláját képesek hasznosítani. Ezeket a változatos anyagcsere-típusokat általában táplálkozási csoportokba (trofikus csoportokba) osztályozzuk az alapján, hogy milyen energiaforrást és milyen szénforrást használnak sejtjeik felépítéséhez és működtetéséhez. Néhány archea kemoautotróf módon él, azaz energiájukat szervetlen kémiai vegyületek (pl. hidrogéngáz, kénvegyületek, ammónia, vas(II)-ionok) oxidációjából nyerik (ők a litotrófok), és szénszükségletüket a szén-dioxid megkötésével fedezik (ők az autotrófok). Ilyen csoportok például a nitrifikálók (ammóniaoxidálók), számos metanogén (amelyek hidrogént használnak elektronforrásként), a kén- és vasoxidálók, valamint az anaerob metánoxidálók (amelyek metánt oxidálnak szulfáttal vagy nitráttal). Más archeák szerves vegyületek lebontásából nyerik az energiát (ők az organotrófok), és szénszükségletüket is szerves forrásból fedezik (ők a heterotrófok), vagy képesek a CO2 megkötésére is (mixotrófok). Az organotróf archeák képesek lehetnek cukrok, alkoholok, aminosavak, peptidek vagy akár kőolajszármazékok lebontására is, aerob vagy anaerob légzéssel, illetve fermentációval. Ezekben a kémiai reakciókban (legyen az litotróf vagy organotróf) egy vegyület (az elektrondonor) elektronokat ad át egy másiknak (az elektronakceptornak) egy redoxi reakció során. Az eközben felszabaduló energia arra használódik, hogy adenozin-trifoszfátot (ATP), a sejt univerzális energiahordozó molekuláját termelje, leggyakrabban kemiozmózis révén. Ez utóbbi folyamat során a redoxireakciók energiája egy iongradiens (általában protongradiens) létrehozására fordítódik a sejtmembrán két oldala között, majd ennek a gradiensnek az energiáját használja fel egy ATP-szintáz enzim az ATP szintéziséhez – ez alapvetően ugyanaz a mechanizmus, amely az eukarióta sejtek mitokondriumaiban (sejtlégzéskor) vagy színtesteiben (fotoszintéziskor) is működik.

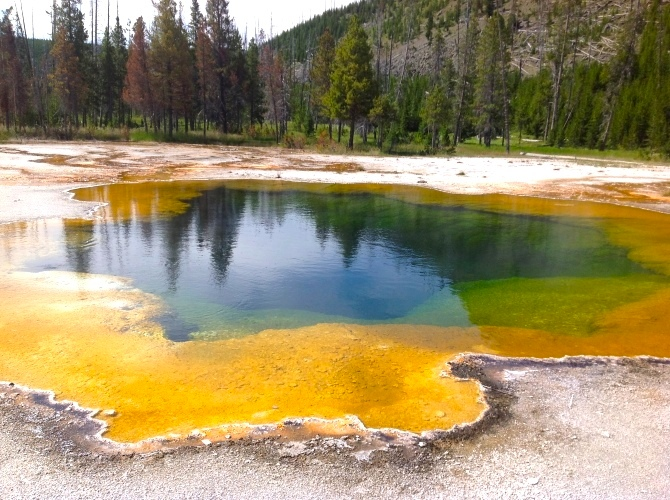
Termofil Archaea fajok által alkotott színes biofilm a Yellowstone Nemzeti Park Morning Glory melegvizes forrásában. A különböző színek eltérő pigmenteket (pl. karotinoidokat) termelő mikrobacsoportokra utalnak.

Egyes archea csoportok a napfényt is képesek energiaforrásként hasznosítani (ők a fototrófok). Azonban fontos megjegyezni, hogy az archeák körében nem ismert valódi, klorofill-alapú, oxigént termelő fotoszintézis. A legismertebb példa a Halobacteria osztályba tartozó extrém halofil archeák esete, amelyek egy retinal-tartalmú membránfehérje, a bakteriorodopszin segítségével képesek a fény energiáját közvetlenül egy protongradiens létrehozására használni, amelyet azután az ATP-szintáz ATP termelésére fordít (lásd később). Ez a folyamat tehát nem jár szén-dioxid megkötéssel és oxigéntermeléssel.
Sok alapvető, központi anyagcsereútvonal – mint például a cukrok lebontásának kezdeti lépései (glikolízis) vagy a köztes anyagcsere fő útvonala, a citromsavciklus (más néven Szent-Györgyi–Krebs-ciklus) – megtalálható az archeákban is, bár gyakran módosult formában. Például sok archea a glikolízis egy alternatív változatát, az Entner–Doudoroff útvonalat használja, vagy annak módosított (pl. félig foszforilált) változatait. A citromsavciklus lehet teljes vagy részleges, és működhet lebontó (oxidatív) vagy felépítő (reduktív) irányban is (utóbbi esetben a CO2 megkötésére szolgál). Ezek a hasonlóságok a központi anyagcsereutakban más élő szervezetekkel valószínűleg tükrözik ezen útvonalak ősi eredetét az élet történetében, valamint magas szintű biokémiai hatékonyságukat és univerzális alkalmazhatóságukat.
| Táplálkozási típus                          | Energiaforrás                                                               | Szénforrás                                                                          | Példák archeákra |
| ------------------------------------------- | --------------------------------------------------------------------------- | ----------------------------------------------------------------------------------- | --- |
| Fototrófok (Fotoheterotróf)                 | Napfény (fényenergia)                                                       | Szerves vegyületek                                                                  | Halobacterium |
| Litotrófok (Kemoautotróf vagy Kemolitotróf) | Szervetlen vegyületek (pl. H2, NH3, S0, Fe2+)                               | Szén-dioxid (CO2) megkötés (autotróf) vagy szerves vegyületek (heterotróf/mixotróf) | Ferroglobus (vasoxidáló), Methanobacterium (metanogén, H2-oxidáló), Pyrolobus (H2-oxidáló), Nitrosopumilus (ammóniaoxidáló)                                                  |
| Organotrófok (Kemoorganotróf)               | Szerves vegyületek (pl. cukrok, aminosavak, peptidek, alkoholok, zsírsavak) | Szerves vegyületek (heterotróf) vagy CO2 megkötés (mixotróf/autotróf)               | Pyrococcus (heterotróf, peptidbontó), Sulfolobus (mixotróf, kénoxidáló és szervesanyag-bontó), Methanosarcinales (heterotróf metanogének, pl. acetátot, metanolt használnak) |

Néhány Euryarchaeota törzsbe tartozó faj, a metanogének, szigorúan anaerob környezetekben élnek, például mocsarakban, rizsföldeken, szemétlerakókban, kérődzők bendőjében vagy szennyvízüledékben. Ez a fajta anyagcsere, a metanogenezis (biológiai metántermelés), egyedülálló az archeák körében, és valószínűleg egy nagyon ősi metabolikus folyamat, amely talán már az élet korai szakaszában kialakult. Egyes elméletek szerint lehetséges, hogy az első szabadon élő organizmusok metanogének voltak. A metanogenezis leggyakoribb formája a szén-dioxid (CO2) redukciója hidrogénnel (H2), ahol a CO2 szolgál végső elektronakceptorként, és a H2 az elektrondonor: 4H2 + CO2 → CH4 + 2H2O. A metanogenezis folyamata egy bonyolult, több lépésből álló biokémiai útvonal, amely számos olyan egyedülálló koenzimet és kofaktort igényel, amelyek csak ezekben az archeákban találhatók meg, mint például a koenzim M (CoM), a koenzim B (CoB), a metanofurán (MF), a tetrahidrometanopterin (H4MPT) és a koenzim F430 (egy nikkel-tartalmú porfirin-származék). A CO2 mellett más egyszerű szénvegyületeket, például metanolt, metilaminokat, ecetsavat vagy hangyasavat is képesek metánná alakítani bizonyos metanogén csoportok, ezek szolgálhatnak alternatív elektronakceptorként vagy szubsztrátként. Ezek a reakciók különösen gyakoriak a bélrendszerben élő archeák esetében. Az ecetsavat (acetátot) közvetlenül metánná és szén-dioxiddá bontó archeákat acetoklasztikus (vagy acetotróf) metanogéneknek nevezzük. Ezek az acetotrófok főként a Methanosarcinales rendbe tartoznak, és rendkívül fontos részét alkotják azoknak a mikrobiális közösségeknek, amelyek például a biogáz termeléséért felelősek szerves hulladékok anaerob lebontása során.

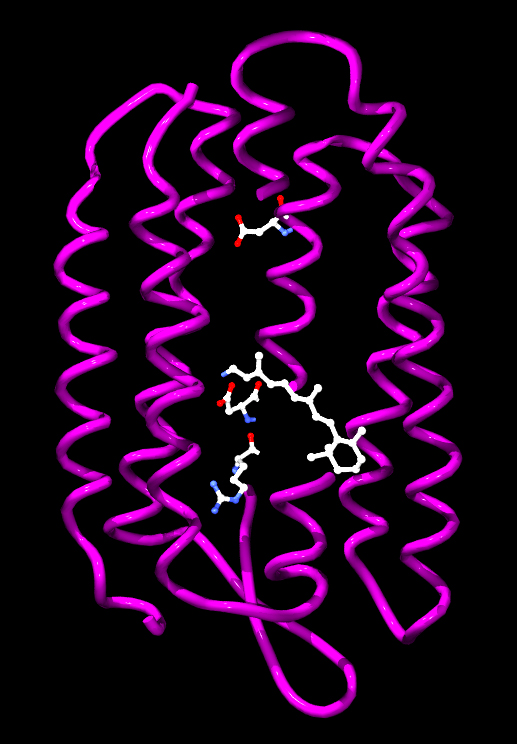
A bakteriorodopszin szerkezete a Halobacterium salinarum membránjában. A fehérje belsejében található retinal kofaktor (labda-és-pálcika modellként ábrázolva) és a proton transzferben részt vevő aminosavmaradékok láthatók.

Más archeák képesek a légköri szén-dioxidot (CO2) megkötni és szerves vegyületekké alakítani, azaz autotrófok. Az archeák körében többféle, a baktériumoktól és eukariótáktól eltérő vagy módosított CO2-fixációs útvonalat is felfedeztek. Néhány archea a növényekben és cianobaktériumokban is működő Calvin-ciklus egy módosított formáját használja (bár a kulcsenzim, a RuBisCO archeális változata eltérő lehet). Más archeák (főleg a Crenarchaeota és Thaumarchaeota egyes tagjai) teljesen eltérő, újonnan felfedezett autotróf ciklusokat működtetnek, mint például a 3-hidroxi-propionát/4-hidroxi-butirát ciklus vagy a dikarboxilát/4-hidroxi-butirát ciklus. Emellett a Crenarchaeota egyes tagjai a reduktív (fordított) Krebs-ciklust használják CO2-fixációra, míg számos Euryarchaeota (pl. metanogének, szulfátredukálók) a reduktív acetil-CoA útvonalat (más néven Wood–Ljungdahl útvonalat) működteti. Az autotróf szénmegkötést az archeák általában szervetlen energiaforrásokkal (litotrófia) kapcsolják össze. Mint említettük, nem ismert olyan archea, amely oxigéntermelő fotoszintézist végezne. Az archeák által használt energiaforrások tehát rendkívül változatosak, és a paletta az ammónia oxidációjától (pl. a Nitrosopumilales rend tagjai által, amelyek kulcsszereplők a globális nitrifikációban) a hidrogén-szulfid (H2S) vagy elemi kén (S0) oxidációján át (pl. a Sulfolobus fajok által, amelyek gyakran oxigént vagy fémionokat, pl. Fe3+-t használnak végső elektronakceptorként) a hidrogéngáz (H2) vagy akár a szén-monoxid (CO) oxidációjáig terjed.
A fototróf archeák (a Halobacteria osztály tagjai) a fény energiáját használják fel arra, hogy kémiai energiát termeljenek ATP formájában. Ezekben a sejtekben a sejtmembránba épült, fény által aktivált ionpumpák, mint a bakteriorodopszin (amely protonokat pumpál ki a sejtből) és a halorodopszin (amely kloridionokat pumpál be a sejtbe), iongradienseket hoznak létre a membrán két oldala között. Az ezekben az elektrokémiai gradiensekben tárolt potenciális energiát azután egy ATP-szintáz enzim használja fel arra, hogy ADP-ből és szervetlen foszfátból ATP-t szintetizáljon. Ez a folyamat a fotofoszforiláció egy speciális, klorofill-mentes formája. A képessége ezeknek a fény által hajtott pumpáknak, hogy ionokat mozgassanak a membránon keresztül, a fehérje közepébe ágyazott retinal (az A-vitamin aldehidje) kofaktor fény hatására bekövetkező konformációváltozásán alapul. A bakteriorodopszin lila színt kölcsönöz a sejteknek, ami nagy tömegben látványos elszíneződést okozhat a sólepárlók vizében.

## Genetika
Az archeák genetikai anyaga, a DNS, általában egyetlen, kör alakú kromoszóma formájában található meg a sejt nukleoid régiójában, hasonlóan a legtöbb baktériumhoz. Azonban néhány archea fajban (pl. a Sulfolobus nemzetség tagjaiban) lineáris kromoszómákat is találtak, vagy akár több, különböző méretű kromoszómát is. Az archeális genom mérete jelentős változatosságot mutat: a legnagyobb ismert archea genom a Methanosarcina acetivorans metanogén fajé, amelynek kör alakú kromoszómája 5 751 492 bázispárt (bp) tartalmaz. Ezzel szemben az apró, obligát szimbióta Nanoarchaeum equitans genomja mindössze 490 885 bázispárt tartalmaz, ami körülbelül tizede az előzőnek, és ez a legkisebb ismert archeális genom. Becslések szerint ez a parányi genom csak mintegy 537 fehérjét kódoló gént tartalmaz, ami extrém mértékű genomredukcióra utal, valószínűleg a parazita életmóddal összefüggésben. A fő kromoszómán kívül kisebb, függetlenül replikálódó DNS-molekulák, az úgynevezett plazmidok is gyakran megtalálhatók az archeákban, hasonlóan a baktériumokhoz. Ezek a plazmidok általában nem esszenciális géneket hordoznak (pl. antibiotikum-rezisztencia, speciális anyagcsere-képességek), és képesek átkerülni egyik sejtből a másikba horizontális géntranszfer révén, például fizikai érintkezés útján, egy olyan folyamatban, amely mechanizmusában hasonlíthat a bakteriális konjugációhoz, bár a részletek eltérőek lehetnek.

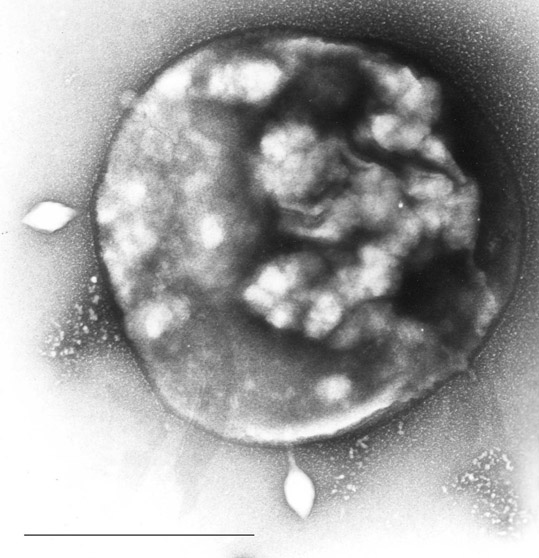
Sulfolobus tengchongensis sejtek, amelyeket a rájuk specifikus, orsó alakú STSV1 DNS-vírus fertőzött meg. Az archeákat egyedi vírusok fertőzik.

Az archeákat, hasonlóan a baktériumokhoz és eukariótákhoz, specifikus vírusok (archeális vírusok vagy fágok) fertőzhetik meg. Az eddig felfedezett archeális vírusok többsége kettős szálú DNS-genommal rendelkezik, és morfológiailag rendkívül változatosak, sokuk teljesen egyedi, korábban ismeretlen formákat mutat. Vannak közöttük citrom, palack, hajlott pálcika, gömb, filamentózus vagy akár könnycsepp alakú vírusrészecskék is, amelyek szerkezete és összetétele gyakran eltér a baktériumokat vagy eukariótákat fertőző vírusokétól. Ezeket a vírusokat eddig a legrészletesebben a termofil és hipertermofil archeákban, különösen a Sulfolobales és Thermoproteales rendek tagjaiban tanulmányozták, mivel ezek az archeák könnyebben tenyészthetők laboratóriumban. Nemrégiben azonban izoláltak két csoport egyszálú DNS-genommal rendelkező vírust is, amelyek archeákat fertőznek. Az egyik csoportot a Halorubrum pleomorf vírus 1 (PHV1) és rokonai képviselik ("Pleolipoviridae" család), amelyek halofil archeákat fertőznek meg, és különlegességük, hogy lipidburokkal rendelkeznek, de kapszidfehérjéjük nincs. A másik csoportba az Aeropyrum nemzetséget fertőző orsó alakú vírus (Aeropyrum Coil-shaped Virus, ACV; "Spiraviridae" család) tartozik, amely egy hipertermofil archeát fertőz meg (optimális növekedési hőmérséklete 90–95 °C). Ennek a vírusnak van a jelenleg ismert legnagyobb (kb. 25 kb) egyszálú DNS-genomja. Az archeákban, hasonlóan a baktériumokhoz, léteznek védekezési mechanizmusok a vírusfertőzésekkel szemben. Ezek közé tartozik a restrikciós-modifikációs rendszerek működése, valamint egyfajta adaptív immunrendszer, a CRISPR-Cas rendszer, amely rövid, ismétlődő DNS-szekvenciák (CRISPR-ek) közé beépült, korábbi vírusfertőzésekből származó DNS-darabok (spacerek) segítségével ismeri fel és hasítja el a behatoló vírusgenomokat. Ez a rendszer eredetileg az archeákban és baktériumokban felfedezett mechanizmus, amely mára a génszerkesztés forradalmi eszközévé vált.
Az archeák genomja genetikailag és funkcionálisan is jelentősen eltér a baktériumokétól és az eukariótákétól. Becslések szerint bármely archeális genomban található fehérjéket kódoló géneknek akár 15%-a vagy még nagyobb hányada is lehet olyan, amelynek nincs ismert homológja a másik két doménben, azaz teljesen egyedülálló az Archaea doménre nézve. Ezen egyedi gének többségének funkciója azonban máig ismeretlen ("funkcionális sötét anyag"). Azoknak az egyedi archeális fehérjéknek a fennmaradó része, amelyeknek funkcióját már sikerült azonosítani, jelentős részben az Euryarchaeota törzsre jellemző, és többségük a metanogenezis egyedülálló biokémiai folyamatában vesz részt. Más, az archeákra általánosan jellemző genetikai sajátosságok közé tartozik a gének szerveződése: gyakran előfordul, hogy egy adott anyagcsereútvonal lépéseit katalizáló enzimek génjei egyetlen, közösen szabályozott egységbe, operonba rendeződnek (bár ez baktériumokban is gyakori). Emellett jelentős különbségek figyelhetők meg a tRNS gének szerkezetében és módosításaiban, valamint az aminoacil-tRNS-szintetázokban (az enzimek, amelyek a megfelelő aminosavat kapcsolják a tRNS-hez a fehérjeszintézis során), amelyek szintén eltérnek a bakteriális és eukarióta megfelelőiktől.
A transzkripció (a DNS átírása RNS-sé) folyamata az archeákban sokkal jobban hasonlít az eukariótákban zajló transzkripcióra, mint a baktériumokéra. Az archeális RNS-polimeráz enzim szerkezete és alegység-összetétele nagyon hasonló az eukarióta RNS-polimeráz II-höz (amely az mRNS-eket szintetizálja). Emellett az archeális transzkripció iniciációjához (elindításához) is olyan általános transzkripciós faktorok szükségesek (pl. TBP - TATA-kötő fehérje, TFB - TFIIB homológ), amelyek az RNS-polimeráz kötődését irányítják a gén promóter régiójához, és ezek a faktorok szintén sokkal jobban hasonlítanak az eukarióta megfelelőikre, mint a bakteriális szigma-faktorokra. Ugyanakkor néhány más archeális transzkripciós szabályozó fehérje (pl. represszorok, aktivátorok) közelebb áll a baktériumokban található homológokhoz. A transzláció (a mRNS információjának átfordítása fehérjévé) folyamata az archeákban szintén vegyes képet mutat, egyes elemeiben (pl. iniciációs faktorok) az eukariótákra, míg másokban (pl. riboszóma mérete, érzékenység egyes antibiotikumokra) a baktériumokra hasonlít jobban. A poszttranszkripcionális módosítás (az RNS érése) általában egyszerűbb, mint az eukariótákban, mivel a legtöbb archeális fehérjekódoló génből hiányoznak az intronok (nem kódoló szakaszok, amelyeket ki kell vágni az érett mRNS-ből). Azonban számos archeális tRNS és rRNS gén tartalmaz intronokat, amelyek kivágási mechanizmusa (splicing) egyedi, és eltér az eukariótákétól. Néhány fehérjekódoló génben is előfordulhatnak intronok, különösen a Crenarchaeota törzsben.

## Géntranszfer és genetikai csere
Az archeák, hasonlóan a baktériumokhoz, képesek horizontális géntranszferre (HGT), azaz genetikai anyagot cserélni egymás között, nemcsak a közvetlen leszármazottaiknak átadva azt. Ez a folyamat fontos szerepet játszik az archeák evolúciójában és adaptációjában. Többféle HGT mechanizmust figyeltek meg vagy feltételeznek az archeák körében. A Halobacterium volcanii, egy extrém halofil archaea, képes citoplazmatikus hidakat (ún. nanotubulusokat) formálni a szomszédos sejtek között, amelyeken keresztül DNS-transzfer történhet egyik sejtből a másikba, akár mindkét irányban. Ez a folyamat hasonlít a bakteriális konjugációra, de a pontos mechanizmusa eltérő lehet.
Egy másik érdekes jelenséget figyeltek meg a hipertermofil Sulfolobus solfataricus és Sulfolobus acidocaldarius fajoknál. Amikor ezeket az archeákat olyan ágenseknek teszik ki, amelyek DNS-károsodást okoznak (pl. UV sugárzás, bleomicin, mitomicin C), akkor a sejtek fajspecifikus aggregációt (összetapadást) mutatnak. Ezt az aggregációt nem lehet kiváltani más fizikai stresszorokkal (pl. pH- vagy hőmérséklet-változás), ami arra utal, hogy specifikusan a DNS-károsodásra adott válaszreakcióról van szó. Az aggregációt a Sulfolobus sejtek felszínén megjelenő speciális pilusok (ún. Ups-pilusok, UV-inducible pili) közvetítik. Ajon és munkatársai kimutatták, hogy ez az UV-indukált sejtes aggregáció lehetővé teszi a kromoszomális DNS fragmentumok cseréjét a sejtek között, ami nagy gyakoriságú genetikai rekombinációhoz vezet az S. acidocaldarius populációban. A rekombináció aránya ilyenkor akár három nagyságrenddel is meghaladhatja a nem indukált (nem stresszelt) tenyészetekben mérhető szintet. Frols és munkatársai, valamint Ajon és munkatársai azt feltételezik, hogy a sejtaggregáció és az azt követő DNS-csere célja az, hogy fokozza a fajspecifikus genetikai információ áramlását a Sulfolobus sejtek között, és ezáltal elősegítse a károsodott DNS kijavítását homológ rekombináció segítségével (amikor a sejt a másik sejtből kapott, ép DNS-szálat használja templátként a saját sérült szálának javításához). Ez a válaszreakció tekinthető a szexuális interakció egy primitív formájának, amely hasonló célt szolgál, mint a jobban tanulmányozott bakteriális transzformáció, amely szintén összekapcsolódik a fajspecifikus sejtek közötti DNS-transzferrel és a homológ rekombinációs DNS-károsodás-javítással, különösen stressz körülmények között.

## Szaporodás
Az archeák kizárólag aszexuálisan (ivartalanul) szaporodnak. A leggyakoribb szaporodási mód a bináris hasadás (kettéosztódás), amely során a sejt méretében megnövekszik, megkettőzi a genetikai anyagát, majd kettéosztódik, két genetikailag azonos leánysejtet eredményezve. Előfordulhat azonban többszörös hasadás is, amikor egy sejtből egyszerre több leánysejt képződik. Más archeák fragmentációval (feldarabolódással) szaporodnak, amikor a fonalas vagy telepes szervezetek kisebb darabokra törnek, és ezekből új egyedek fejlődnek. A bimbózás is előfordulhat, amikor a szülősejtről egy kisebb leánysejt ("bimbó") fűződik le. Mivel az archeák nem végeznek meiózist és nincs valódi ivaros szaporodásuk, egy adott archea faj populációjában (ha eltekintünk a mutációktól és a horizontális géntranszfertől) minden egyednek alapvetően azonos a genetikai anyaga. Ha egy archea faj többféle sejtalakban vagy életciklus-stádiumban létezik (pleomorfia), ezek is mind azonos genommal rendelkeznek.
A sejtosztódás egy szabályozott folyamat, a sejtciklus része. A ciklus során a sejt kromoszómája megkettőződik (DNS-replikáció), a két létrejött leánykromoszóma szétválasztódik a sejt ellentétes pólusaira, majd maga a sejt is kettéosztódik. A Sulfolobus nemzetségben tanulmányozott sejtciklus több olyan jellemzőt is mutat, amely hasonlít mind a bakteriális, mind az eukarióta rendszerekhez. A kromoszómák replikációja több replikációs origóról (kezdőpontról) indul ki, és a folyamatot olyan DNS-polimerázok végzik, amelyek szerkezetükben és működésükben hasonlítanak az eukarióta replikációs enzimekhez.
A sejt tényleges kettéosztódásának (citokinézis) mechanizmusa azonban eltérő lehet a különböző archea csoportokban. A Euryarchaeota törzs legtöbb tagjában a sejtosztódást az FtsZ nevű fehérje irányítja. Az FtsZ a bakteriális tubulin homológja, és a sejt közepén egy összehúzódó gyűrűt (Z-gyűrűt) formál, amely a sejt befűződését és a két leánysejt szétválását okozza. A folyamatban részt vevő egyéb fehérjék (pl. a szeptum képzésében) szintén hasonlítanak a bakteriális megfelelőikhez. Ezzel szemben a Crenarchaeota és a Thaumarchaeota törzsekben (tehát a TACK szuperfőtörzs tagjaiban) az FtsZ rendszer teljesen hiányzik, és helyette egy másik, a sejtosztódásban kulcsszerepet játszó gépezet, az úgynevezett Cdv (Cell division) rendszer működik. Ez a rendszer három fő komponensből (CdvA, CdvB, CdvC) áll, és érdekes módon a CdvB és CdvC fehérjék homológjai az eukarióta ESCRT (Endosomal Sorting Complex Required for Transport) rendszer komponenseinek. Az ESCRT rendszert az eukariótákban leginkább a vezikulák lefűződésében és a multivezikuláris testek képződésében betöltött szerepéről ismerik, de kimutatták, hogy a citokinézis utolsó lépésében, a két leánysejt közötti vékony citoplazmatikus híd (midbody) elvágásában is fontos szerepet játszik. Az archeális Cdv rendszer és az eukarióta ESCRT rendszer közötti homológia arra utal, hogy ennek a gépezetnek egy ősi, közös formája már a közös ősben is részt vehetett a sejtosztódás folyamatában.
A baktériumokkal és számos eukariótával (pl. gombák, növények) ellentétben az archeákról jelenleg nem ismert, hogy képesek lennének endospórákat vagy más típusú, kifejezetten a túlélést szolgáló kitartóképleteket (spórákat) képezni. Néhány Halobacteria faj azonban képes keresztülmenni egyfajta fenotípusos átalakuláson (dimorfizmus), és a normál pálcika alakú sejtek mellett vastagabb falú, gömb alakú cisztaszerű képleteket is létrehozhat. Ezek a képletek ellenállóbbak az ozmotikus sokknak (pl. a környezet sókoncentrációjának hirtelen csökkenésének), és lehetővé tehetik az archeák túlélését kedvezőtlenebb körülmények között vagy új élőhelyek elérését (pl. kiszáradás utáni terjedés). Ezek azonban nem valódi szaporító képletek, mint a spórák, és nem rendelkeznek azok extrém ellenálló képességével (pl. hővel, sugárzással szemben).

## Ökológia
Az archeák, mint az élővilág harmadik doménje, rendkívül fontos és sokrétű ökológiai szerepet töltenek be a Földön. Elterjedésük szinte minden képzelethető élőhelyre kiterjed, a legszélsőségesebb környezetektől (mint a hidrotermális kürtők, sós tavak, savas bányavizek) a mérsékelt óceánokon, talajokon és édesvizeken át egészen más élőlényekkel (beleértve az embert) kialakított szoros kapcsolatokig. Óriási egyedszámuk és biomasszájuk, valamint egyedülálló és változatos anyagcsere-képességeik révén kulcsszereplői a globális biogeokémiai ciklusoknak, és jelentős hatással vannak az ökoszisztémák működésére. Az alábbi szakaszok részletesebben tárgyalják az archeák biogeokémiai jelentőségét és a más élőlényekkel való kölcsönhatásaikat.

## Biogeokémiai ciklusok
Az archeák aktívan részt vesznek számos kulcsfontosságú elem, mint például a szén, a nitrogén és a kén globális biogeokémiai ciklusában, hozzájárulva ezeknek az elemeknek az átalakításához és körforgásához a Föld különböző szférái (bioszféra, litoszféra, hidroszféra, atmoszféra) között, a legkülönfélébb élőhelyeken. Bár ezek az anyagcsere-tevékenységek alapvetően nélkülözhetetlenek a normális ökoszisztéma-működéshez és az élet fenntartásához a bolygón, fontos megjegyezni, hogy az archeák bizonyos tevékenységei (pl. a metántermelés) hozzájárulhatnak az ember által okozott globális környezeti változásokhoz (pl. klímaváltozás), és bizonyos esetekben akár helyi környezetszennyezést is okozhatnak (pl. savas bányavíz képződése).
Az archeák a nitrogénkörforgás szinte minden fontos lépésében részt vesznek. Közreműködnek olyan reakciókban, amelyek eltávolítják a kötött nitrogént az ökoszisztémákból, mint például a denitrifikáció (nitrát redukciója nitrogéngázzá) vagy az anaerob ammóniaoxidáció (anammox, bár ezt főként baktériumok végzik, archeák is közreműködhetnek benne). Ugyanakkor kulcsszerepet játszanak olyan folyamatokban is, amelyek bevezetik a nitrogént a biológiai körforgásba, vagy átalakítják annak formáit. Ilyen például a nitrátasszimiláció (nitrát felvétele és szerves vegyületekbe építése), valamint a nitrogénfixáció (a légköri nitrogéngáz (N2) megkötése és ammóniává (NH3) alakítása), amelyre néhány metanogén és hipertermofil archea is képes. Az utóbbi évek egyik legfontosabb felfedezése az volt, hogy az archeák (különösen a Thaumarchaeota törzs tagjai) jelentős szerepet játszanak az ammónia oxidációjában (nitrifikáció első lépése, ammónia → nitrit). Korábban úgy gondolták, hogy ezt a folyamatot szinte kizárólag baktériumok végzik. Kiderült azonban, hogy az ammóniaoxidáló archeák rendkívül elterjedtek és aktívak lehetnek számos környezetben, különösen az óceánok vizében (ahol gyakran dominánsak a baktériumokkal szemben) és a talajokban. A talajokban az archeák által termelt nitritet azután más mikrobák (nitritoxidáló baktériumok) tovább oxidálják nitráttá, amely a növények számára a legkönnyebben felvehető nitrogénforma. Így az archeák kritikus szerepet játszanak a talajok nitrogénellátottságában és a nitrogénciklus szabályozásában.
A kénkörforgásban is fontos szerepet játszanak az archeák. Számos faj (pl. a Sulfolobus vagy Acidianus nemzetségek tagjai) képes kénvegyületek (pl. hidrogén-szulfid, elemi kén, tioszulfát) oxidációjára, miközben energiát nyer. Ez a folyamat hozzájárulhat a kőzetekben lévő kén felszabadításához és biológiailag elérhetővé tételéhez más szervezetek számára. Azonban ezek az archeák gyakran kénsavat termelnek végtermékként, ami erősen savas környezetet eredményez. Emiatt az ilyen acidofil kénoxidáló archeák növekedése például elhagyatott ércbányákban vagy meddőhányókon jelentősen hozzájárulhat a savas bányavíz (Acid Mine Drainage, AMD) képződéséhez, ami súlyos környezeti problémát (pl. nehézfémek kioldódása, vízi élővilág pusztulása) okozhat. Más archeák (pl. Archaeoglobus) a kénciklus reduktív ágában vesznek részt, például a szulfátredukció révén.
A szénkörforgásban a metanogén archeák kiemelkedően fontos szerepet játszanak. Azáltal, hogy az anaerob lebontási folyamatok végén a hidrogént és az egyszerű szénvegyületeket (pl. CO2, acetát) metánná alakítják, eltávolítják ezeket a köztes termékeket, és lehetővé teszik a szerves anyagok további, hatékony lebontását más mikroorganizmusok (főként baktériumok) által. Így a metanogének nélkülözhetetlen tagjai azoknak a komplex mikrobiális közösségeknek, amelyek a szerves anyagok lebontását végzik oxigénmentes környezetekben, mint például tavak és óceánok üledékeiben, mocsarakban, rizsföldeken, szemétlerakókban és szennyvíztisztító telepek rothasztóiban.
A metanogének egyúttal az elsődleges forrásai a légköri metánnak, amely egy erős üvegházhatású gáz. Becslések szerint a globális metánkibocsátás jelentős részéért (akár 50-70%-áért) a biológiai források, ezen belül is nagyrészt a metanogén archeák tevékenysége felelős (pl. vizes élőhelyek, kérődzők emésztése, rizstermesztés). Következésképpen ezek az archeák jelentősen hozzájárulnak a globális üvegházhatású gázok kibocsátásához és ezen keresztül a globális felmelegedéshez.
A légköri metán koncentrációja 2011-ben már több mint 2,5-szerese volt az iparosodás előtti szintnek (kb. 722 ppb-ről 1800 ppb fölé emelkedett), és ez az érték azóta is tovább nő, elérve a legmagasabb szintet az elmúlt legalább 800 000 évben. A metán globális felmelegedési potenciálja (GWP) 100 éves időtávon számolva körülbelül 28-34-szerese a szén-dioxidénak, ami azt jelenti, hogy egységnyi tömegre vetítve sokkal erősebben képes csapdába ejteni a hőt a légkörben, mint a CO2 (bár légköri tartózkodási ideje rövidebb).

### Kölcsönhatások más szervezetekkel

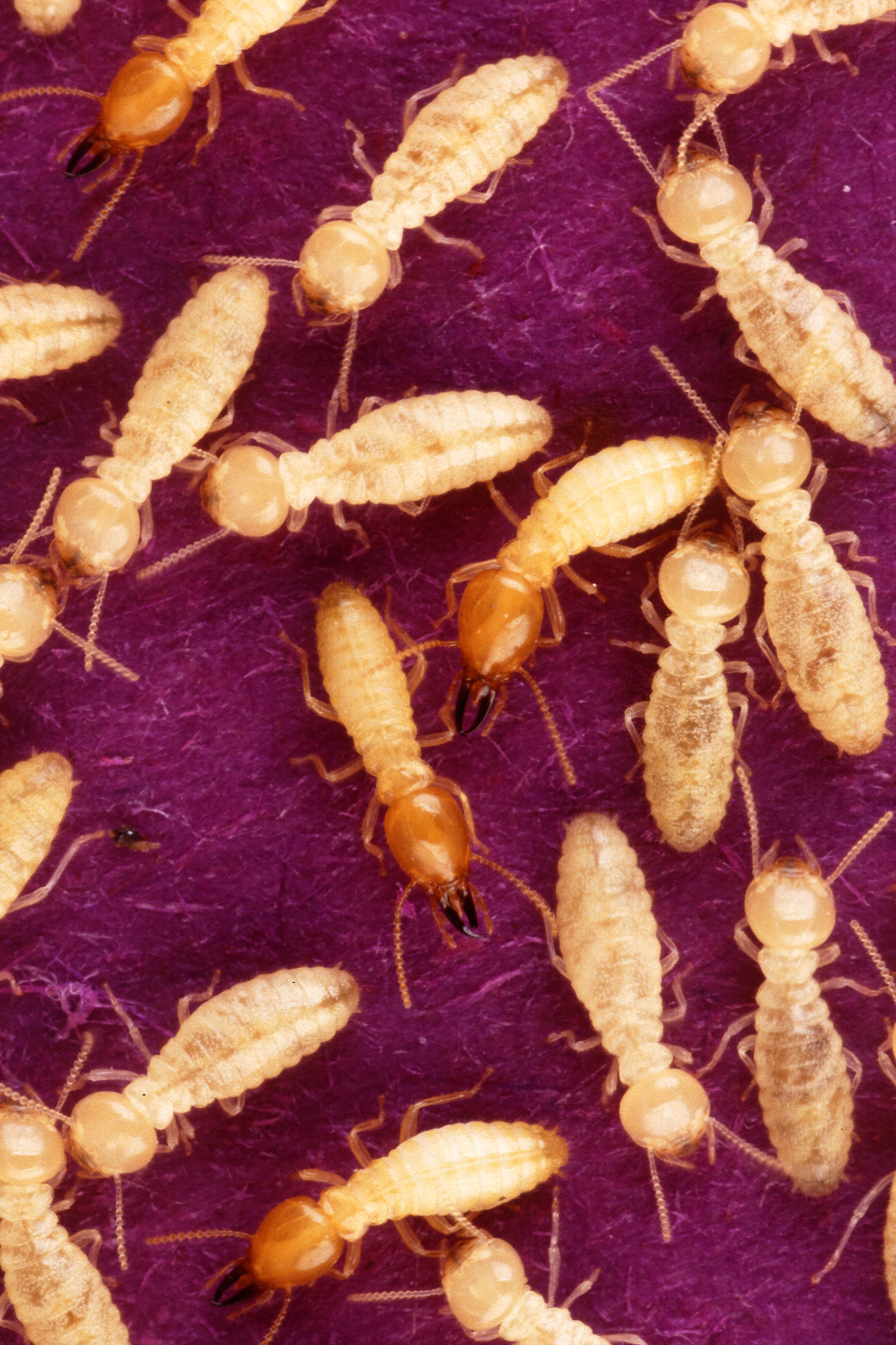
Metanogén archeák szoros szimbiózisban élnek a termeszek bélrendszerében élő cellulózbontó protisztákkal, segítve az emésztést.

Az archeák és más élő szervezetek között számos jól jellemzett kölcsönhatás (interakció) létezik, amelyek többsége mutualizmus (kölcsönösen előnyös együttélés) vagy kommenzalizmus (egyik fél számára előnyös, a másik számára semleges együttélés) jellegű. Meglepő módon, annak ellenére, hogy milyen elterjedtek és változatosak, nincsenek egyértelműen igazolt példái kórokozó (patogén) vagy parazita archeáknak, amelyek közvetlenül betegséget okoznának emberekben, állatokban vagy növényekben. Ugyanakkor néhány metanogén archea fajt (pl. Methanobrevibacter oralis) összefüggésbe hoztak bizonyos emberi szájüregi betegségekkel, mint például a fogágybetegség (periodontitis) vagy a fogszuvasodás súlyosbodása, de szerepük ezekben a komplex, több mikrobafaj által okozott fertőzésekben még nem teljesen tisztázott, és valószínűleg inkább a mikrobiális közösség egyensúlyának felborulásában játszanak szerepet, mintsem közvetlen kórokozóként. A Nanoarchaeum equitans esete különleges, mivel ez a rendkívül kis méretű archea csak egy másik archea faj, a Crenarchaeota törzsbe tartozó Ignicoccus hospitalis sejtjeinek felszínén, azzal szoros fizikai kapcsolatban képes túlélni és szaporodni. Mivel a N. equitans genomja erősen redukálódott, és számos alapvető bioszintetikus képességét elvesztette, valószínűleg parazita vagy legalábbis obligát szimbionta kapcsolatban áll a gazdasejtjével, amelytől tápanyagokat és energiát von el. Jelenlegi ismereteink szerint ez a kapcsolat nem tűnik kölcsönösen előnyösnek, azaz a N. equitans nem kínál nyilvánvaló előnyt a gazdasejtjének. Ezzel ellentétben a szintén rendkívül kis méretű Richmond-bányai archeális acidofil nanoorganizmusok (ARMAN) csoport tagjai, bár gyakran megtalálhatók más archeális sejtekkel (főként a Thermoplasmatales rend tagjaival) szoros fizikai kapcsolatban a savas bányavíz biofilmekben, úgy tűnik, képesek önálló életre is. Ennek a kapcsolatnak a pontos természete (parazitizmus, kommenzalizmus vagy mutualizmus) azonban még ismeretlen. Az ultra-kis ARMAN sejtek általában függetlennek látszanak a nagyobb Thermoplasmatales sejtektől.

## Mutualizmus
Az archeák és más szervezetek közötti mutualizmus (kölcsönösen előnyös együttélés) egyik legjobban megértett és legismertebb példája a metanogén archeák és a cellulózt emésztő protozoa (csillósok) közötti kölcsönhatás olyan állatok emésztőrendszerében, amelyek növényi rostokat fogyasztanak, mint például a kérődzők (pl. szarvasmarha, juh, kecske) bendőjében vagy a termeszek bélrendszerében. Ezekben az anaerob (oxigénmentes) környezetekben a protozoák (és baktériumok) enzimatikusan lebontják a növényi cellulózt egyszerűbb cukrokká, majd ezeket tovább fermentálják, miközben energiát nyernek. Ennek a fermentációs folyamatnak az egyik mellékterméke a hidrogéngáz (H2). A hidrogén felhalmozódása azonban gátolhatja a fermentációt végző mikrobák (köztük a protozoák) energiatermelését (termodinamikai gátlás). Itt lépnek be a képbe a metanogén archeák, amelyek a hidrogént (és a CO2-t) felhasználva metánt termelnek. A hidrogén eltávolításával a metanogének lehetővé teszik a fermentáló mikrobák (így a protozoák) számára, hogy hatékonyabban bontsák le a cellulózt és több energiát nyerjenek, míg a metanogének maguk is energiát nyernek a metántermelésből. Ez egy klasszikus szintróf kapcsolat, ahol a résztvevők anyagcseréje szorosan összekapcsolódik és kölcsönösen függ egymástól.
Az archeák nemcsak a bélrendszerben, hanem közvetlenül anaerob protozoák, például a Plagiopyla frontata nevű csillós sejtjein belül is élhetnek endoszimbiontaként. Ezek a belső archeák a gazda protozoa hidrogenoszómáiban (a mitokondriumok módosult, anaerob változatai) termelt hidrogént fogyasztják el, segítve ezzel a gazda energiatermelését. Az archeák nagyobb, többsejtű szervezetekkel is kialakíthatnak szoros szimbiotikus kapcsolatokat. Például a tengeri Cenarchaeum symbiosum nevű Thaumarchaeota faj az Axinella mexicana nevű tengeri szivacs szöveteiben él endoszimbiontaként, és valószínűleg ammónia oxidációjával járul hozzá a gazda nitrogén-anyagcseréjéhez.

## Kommenzalizmus
Az archeák képesek kommenzalizmusra is, azaz olyan együttélési formára, amelyben az archea részesül a társulásból (pl. táplálékhoz, élőhelyhez jut), anélkül, hogy számottevő előnyt vagy hátrányt okozna a másik szervezetnek. Erre jó példa lehet a metanogén Methanobrevibacter smithii, amely messze a leggyakoribb és legnagyobb mennyiségben előforduló archea faj az emberi bélflórában, becslések szerint az emberi vastagbélben található összes prokarióta sejtnek akár az egytizedét is alkothatja. Bár a termeszekben és a kérődzőkben a metanogének egyértelműen mutualista kapcsolatban állnak a gazdával és a bélflóra többi tagjával, az ember esetében a M. smithii szerepe kevésbé tisztázott. Valószínűleg részt vesz a komplex szénhidrátok lebontásának végső lépéseiben (hidrogén eltávolítása révén), ami segítheti az emésztést és a tápanyagok hatékonyabb kinyerését, de az is lehet, hogy hatása a gazdára nézve inkább semleges, azaz kommenzalista. Az archeák komplex mikrobiális közösségek tagjaként számos más szervezettel is társulhatnak kommenzalista vagy mutualista módon, például a korallok felszínén élő biofilmekben, vagy abban a talajrétegben (a rhizoszféra), amely közvetlenül a növények gyökereit veszi körül, ahol befolyásolhatják a növény tápanyagfelvételét és növekedését.

### Jelentősége a technológiában és az iparban
Az extremofil archeák, különösen azok, amelyek extrém magas hőmérsékletet (termofilek, hipertermofilek), magas sókoncentrációt (halofilek), vagy extrém savas (acidofilek) vagy lúgos (alkalifilek) körülményeket képesek elviselni, rendkívül értékes forrásai olyan enzimeknek (ún. extremozymek), amelyek stabilak és hatékonyan működnek ezekben a mostoha, ipari folyamatokban gyakran előforduló körülmények között is. Az elmúlt évtizedekben számos ilyen extremofil archeális enzimet izoláltak, jellemeztek és alkalmaznak sikeresen a biotechnológia és az ipar legkülönbözőbb területein. A legismertebb példa talán a termostabil DNS-polimerázok, mint például a Pfu DNS polimeráz (a Pyrococcus furiosus hipertermofil archeából izolálva) vagy a Taq polimeráz (bár ez baktériumból származik, de hasonlóan termostabil). Ezek az enzimek forradalmasították a molekuláris biológia területét azzal, hogy lehetővé tették a polimeráz-láncreakció (PCR) kifejlesztését és széleskörű elterjedését. A PCR egy egyszerű és gyors technika, amellyel specifikus DNS-szakaszokat lehet sokmilliószorosára felszaporítani, és alapvető eszközzé vált a kutatásban, a diagnosztikában és a DNS-azonosításban. Az iparban más archeális enzimeket is használnak: például a Pyrococcus és más termofil archeákból származó amilázok, galaktozidázok és pullulanázok, amelyek képesek akár 100 °C feletti hőmérsékleten is hatékonyan bontani a keményítőt vagy más poliszacharidokat, lehetővé teszik az élelmiszeripari folyamatok (pl. keményítő-feldolgozás, szirupgyártás) magas hőmérsékleten történő végzését, ami növeli a hatékonyságot és csökkenti a mikrobiális szennyeződés kockázatát. Az ezekből a termofil archeákból származó enzimek gyakran nemcsak hőstabilak, hanem rendkívül ellenállóak szerves oldószerekkel vagy más denaturáló anyagokkal szemben is. Ez lehetővé teszi alkalmazásukat olyan környezetbarát zöld kémiai folyamatokban, amelyek szerves oldószerek jelenlétében szintetizálnak vagy módosítanak szerves vegyületeket. Extrém stabilitásuk miatt ezeket az enzimeket könnyebb kristályosítani és szerkezetüket meghatározni, ezért gyakran használják őket modellként a szerkezeti biológiai kutatásokban, hogy megértsék a bakteriális vagy eukarióta enzimek működését és stabilitását.
Ellentétben az archeális enzimek széleskörű és egyre növekvő alkalmazásával, maguknak az archea szervezeteknek a közvetlen felhasználása a biotechnológiában még kevésbé elterjedt, de ígéretes területeket foglal magában. A metanogén archeák létfontosságú szerepet játszanak a szennyvíztisztítás folyamatában, mivel nélkülözhetetlen tagjai azoknak a komplex mikrobiális közösségeknek, amelyek az anaerob lebontást (rothasztást) végzik, és melléktermékként biogázt (főként metánt és szén-dioxidot) termelnek, amelyet energiaforrásként lehet hasznosítani. Az ásványfeldolgozás területén az acidofil (savkedvelő) és gyakran kemolitotróf archeák (pl. Ferroplasma, Acidianus fajok) nagy reményeket keltenek a biolúgozás (bioleaching) technológiájában. Ezek a mikrobák képesek fém-szulfidok oxidációjával fémionokat (pl. arany, kobalt, réz, urán) kioldani szegényebb ércekből vagy bányászati meddőkből, környezetbarátabb alternatívát kínálva a hagyományos kémiai eljárásokkal szemben.
Az archeák egy potenciálisan kiaknázatlan forrásai lehetnek új típusú antibiotikumoknak is. Néhány, archeák által termelt, más mikrobák növekedését gátló vegyületet, úgynevezett archaeocint már jellemeztek, de feltételezik, hogy további százak vagy ezrek létezhetnek, különösen a Halobacteria és a Sulfolobus csoportokon belül. Mivel ezek a vegyületek szerkezetükben és valószínűleg hatásmechanizmusukban is különböznek a már ismert bakteriális antibiotikumoktól, új fegyvereket jelenthetnek a növekvő antibiotikum-rezisztencia elleni küzdelemben. Emellett az archaeocinok és az őket kódoló gének lehetővé tehetik új szelektálható markerek kifejlesztését, amelyeket az archeális molekuláris biológiai és genetikai kutatásokban lehetne használni.

## Ajánlott irodalom
- Howland, John L.. The Surprising Archaea: Discovering Another Domain of Life. Oxford: Oxford University Press (2000). ISBN 0-19-511183-4
- Madigan, M.T., Martinko, J.M., Stahl, D.A., Clark, D.P. (2012). Brock Biology of Microorganisms (13th ed.). Pearson. ISBN 978-0321649638 (Átfogó mikrobiológiai tankönyv, részletes fejezetekkel az archeákról)
- Cavicchioli, R. (Ed.). (2007). Archaea: Molecular and Cellular Biology. ASM Press. ISBN 978-1555813918 (Részletesebb, kutatás-orientált áttekintés)